# Bois des Landes (Creuse)
Pour les articles homonymes, voir Bois des Landes.
Le site « bois des Landes » est une zone naturelle d'intérêt écologique, faunistique et floristique (ZNIEFF) française du département de la Creuse, en région Nouvelle-Aquitaine. Il est englobé en totalité dans la ZNIEFF plus importante bassin versant de l'étang des Landes et en très grande partie dans les deux zones Natura 2000 étang des Landes et bassin de Gouzon. 

## Situation
Dans le quart nord-est du département de la Creuse, le site « bois des Landes s'étend sur 479,14 hectares, presque intégralement sur le territoire de la commune de Lussat, et de façon très minime sur ceux de Gouzon et de Saint-Loup . Géologiquement, la zone fait partie du bassin sédimentaire de Gouzon, caractérisé par des sols détritiques argilo-sableux ou sableux.
La zone est située trois kilomètres à l'ouest du bourg de Lussat et trois kilomètres et demi au sud-est de Gouzon, entre 372 et 394 mètres d'altitude. Elle est située à l'ouest et au sud-ouest de l'étang des Landes qui lui est contigu.

## Description
Le site « bois des Landes » est une zone naturelle d'intérêt écologique, faunistique et floristique (ZNIEFF) — un espace naturel inventorié en raison de son caractère remarquable — de type 1, c'est-à-dire qu'elle est de superficie réduite, avec des espaces homogènes d'un point de vue écologique et qu'elle abrite au moins une espèce et/ou un habitat rares ou menacés, d'intérêt aussi bien local que régional, national ou communautaire.
Avec l'étang des Landes et deux autres ZNIEFF de type 1 proches (« étang de la Bastide » et « étang Tête de Bœuf »), elle est incluse dans la ZNIEFF de type 2 « bassin versant de l'étang des Landes ».
De plus, sur un même périmètre de 740 hectares, deux sites Natura 2000 intègrent une grande partie sud-ouest du bois des Landes — toute la partie boisée, excluant ainsi les prairies situées au nord — : au titre de la directive Oiseaux, la zone de protection spéciale (ZPS) « Étang des Landes », et au titre de la directive Habitats la zone spéciale de conservation (ZSC) « Bassin de Gouzon ».
Des recensements ont été effectués sur la ZNIEFF aux niveaux faunistique et floristique, de 1976 à 2021.

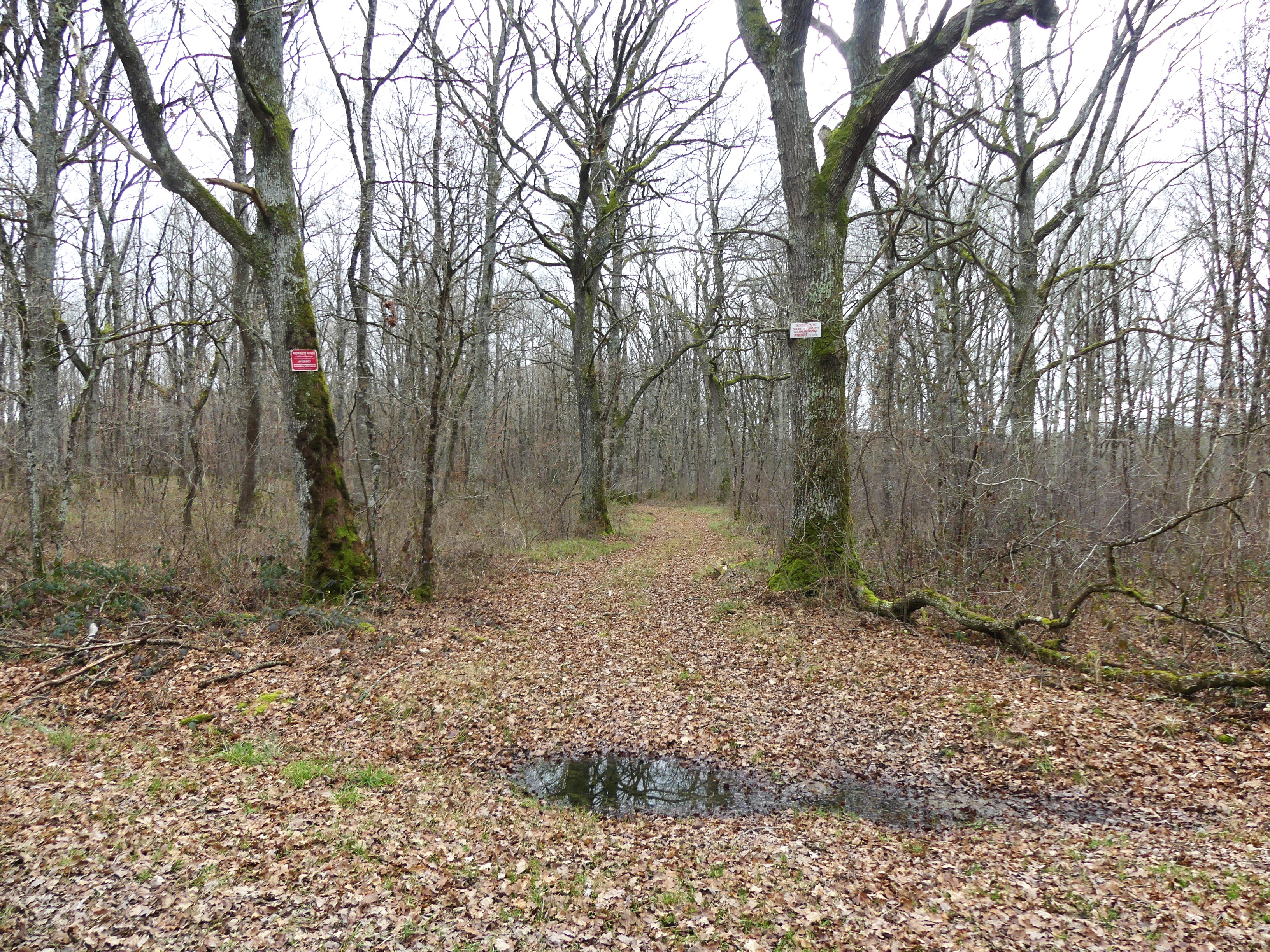
L'extrémité ouest du bois des Landes à Lussat, presque en limite de Gouzon.
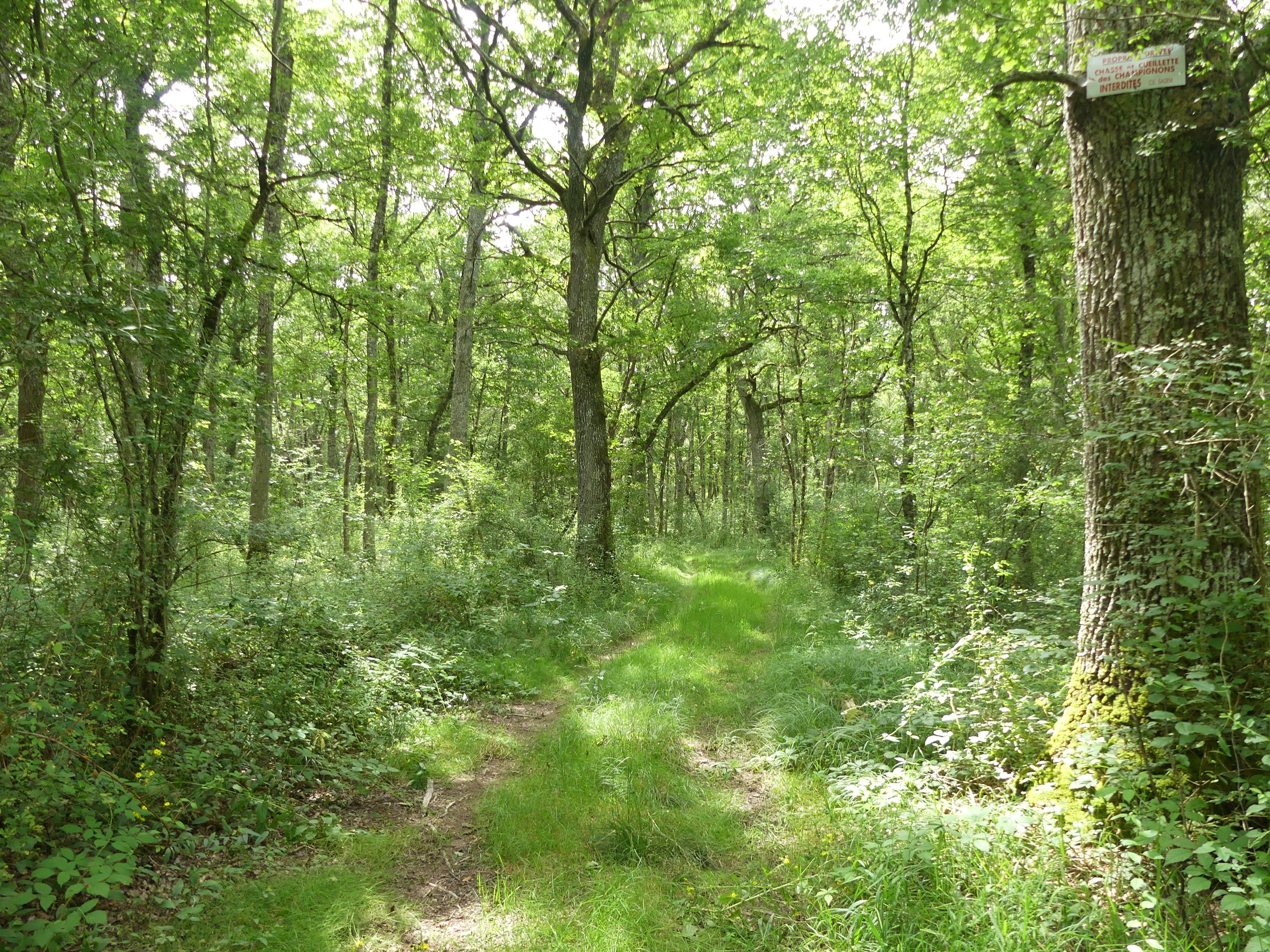
Le même site en été.
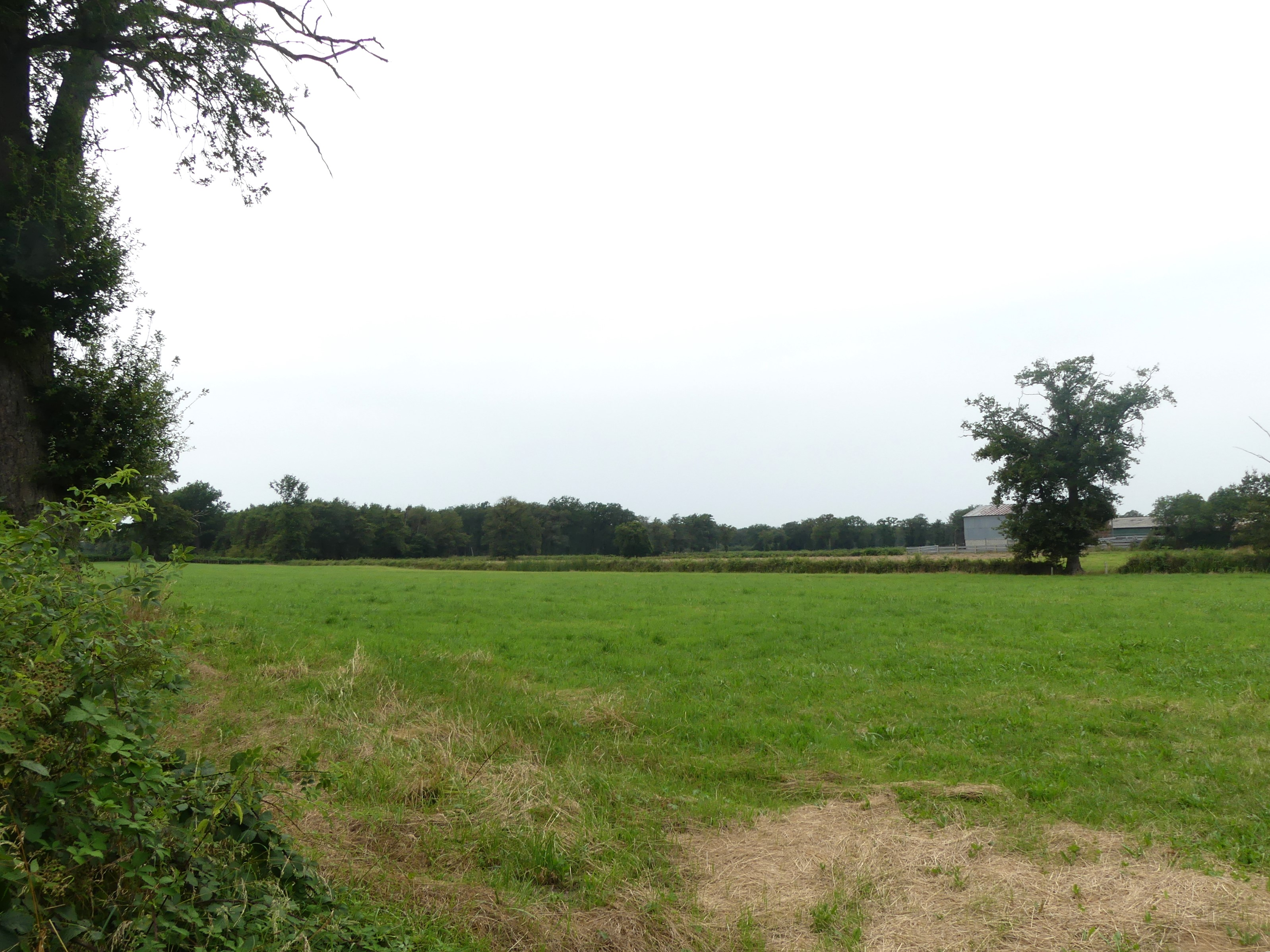
Prairie au sud du lieu-dit le Genévrier.
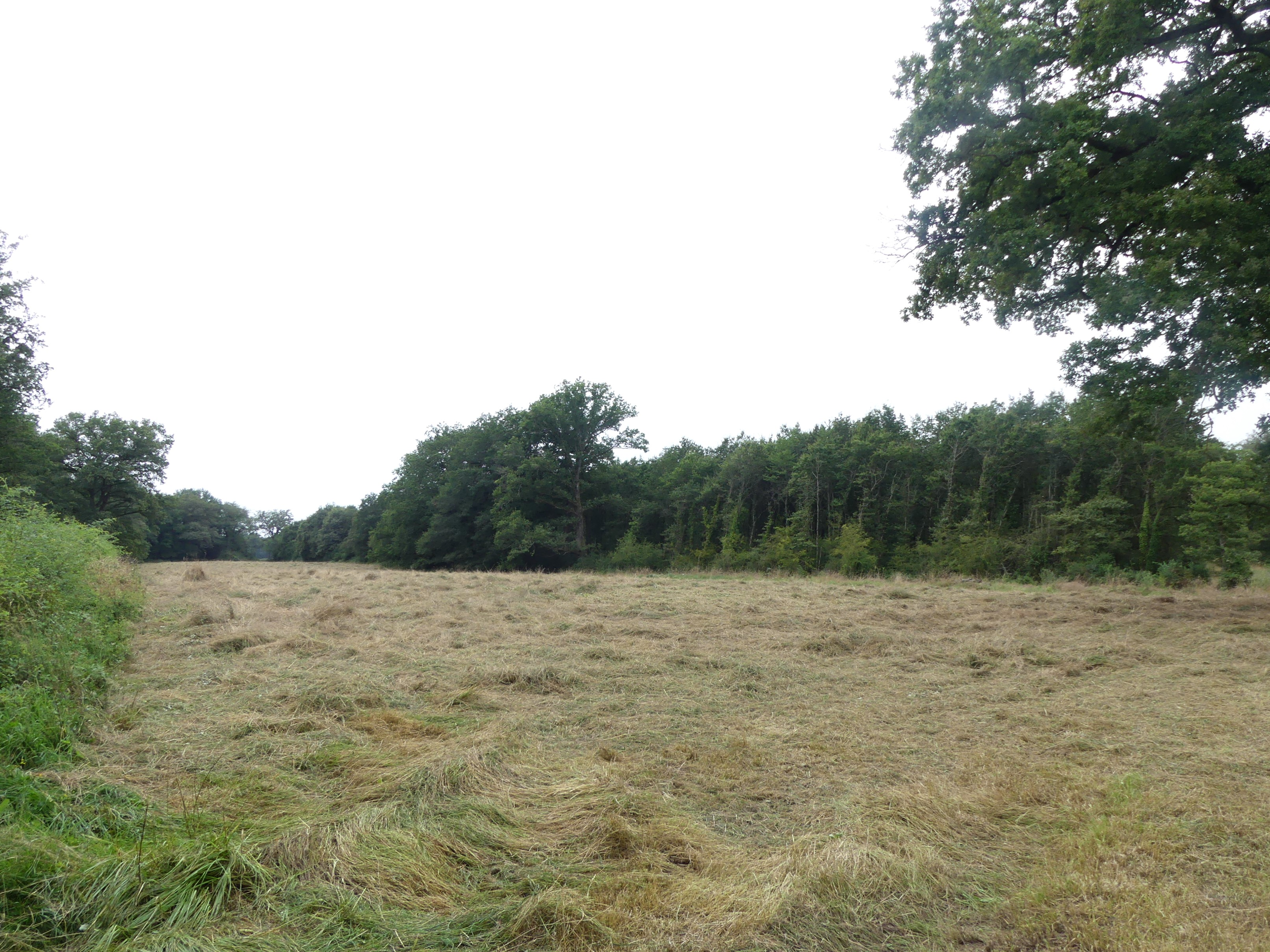
Prairie fauchée au sud du lieu-dit le Genévrier.

## Habitats
Aucun habitat déterminant n'a été renseigné pour cette ZNIEFF.
Un habitat — non déterminant — en fait partie : les bois de Chênes pédonculés et de Bouleaux.
En périphérie de la ZNIEFF se trouvent des bocages, des eaux douces stagnantes et des prairies humides et mégaphorbiaies.

## Faune

### Espèces animales déterminantes
Seize espèces déterminantes d'animaux ont été répertoriées sur cette ZNIEFF depuis 1991 :
- un amphibien en 2000 : le Triton crêté (Triturus cristatus) ;
- cinq insectes odonates de 2001 à 2020 : l'Æschne printanière (Brachytron pratense ), l'Agrion mignon (Coenagrion scitulum), la Cordulie métallique (Somatochlora metallica), le Leste verdoyant (Lestes virens) et le Sympétrum commun (Sympetrum vulgatum) ;
- quatre mammifères de 1991 à 2001 : la Barbastelle d'Europe (Barbastella barbastellus), le Murin de Bechstein (Myotis bechsteinii), le Muscardin (Muscardinus avellanarius) et la Noctule commune (Nyctalus noctula) ;
- un mollusque en 2012 : la Grande Limace (Limax cinereoniger) ;
- quatre oiseaux de 1992 à 2019 : le Faucon hobereau (Falco subbuteo), le Gros-bec casse-noyaux (Coccothraustes coccothraustes), la Pie-grièche à tête rousse (Lanius senator) et le Pouillot siffleur (Phylloscopus sibilatrix) ;
- un reptile en 2002 : le Lézard des souches (Lacerta agilis).

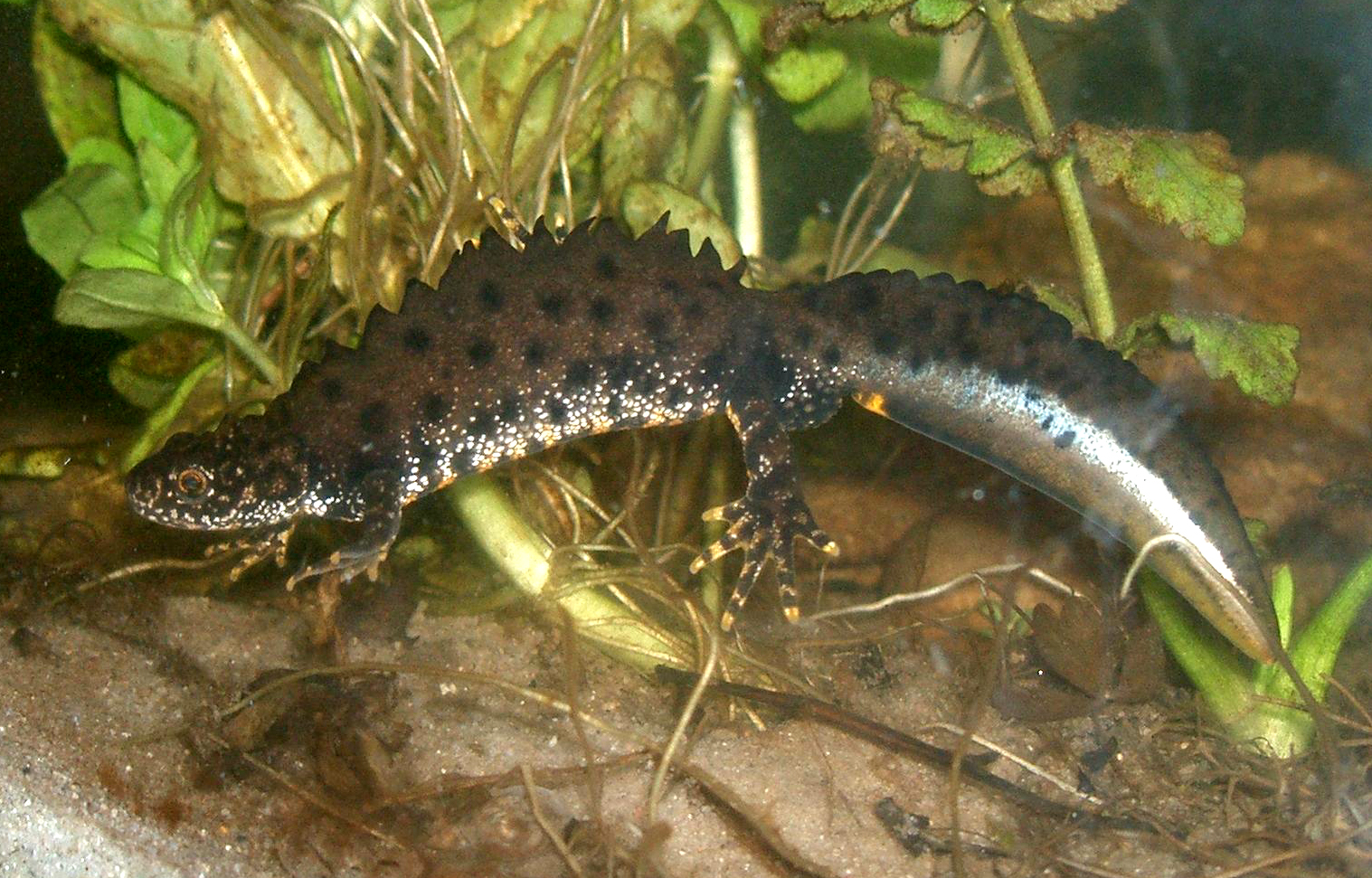
Triton crêté mâle.
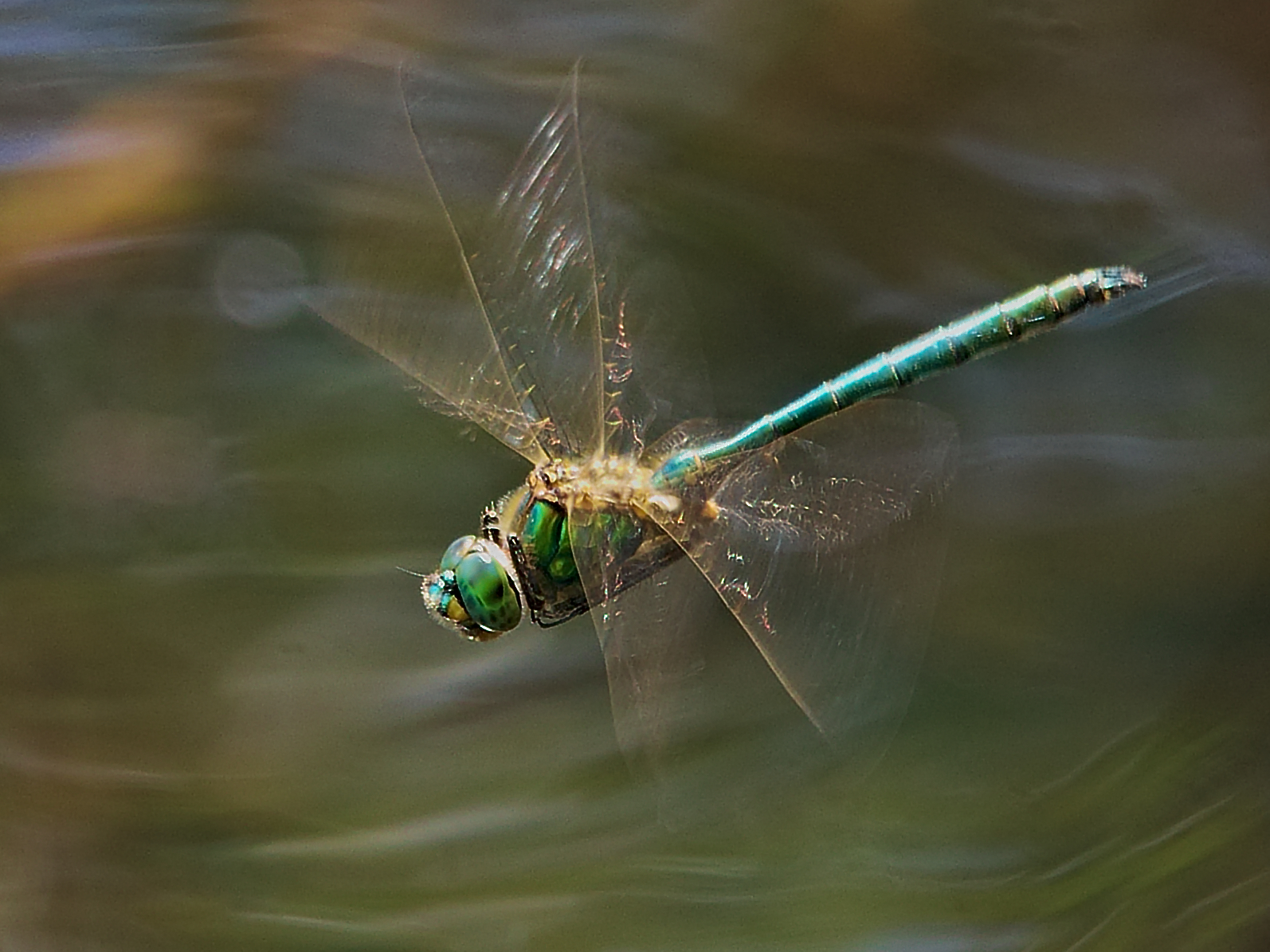
Cordulie métallique en vol.
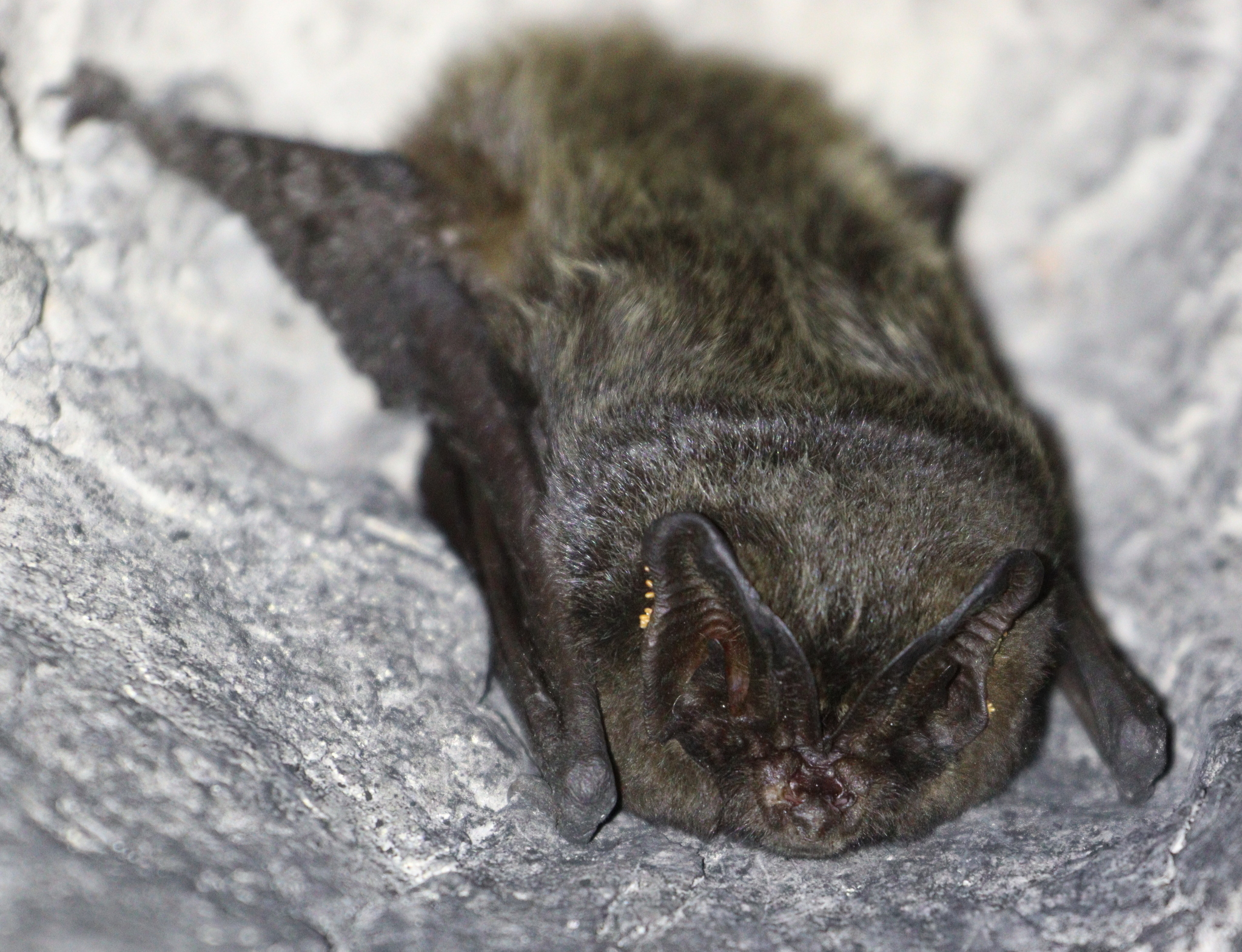
Barbastelle d'Europe.
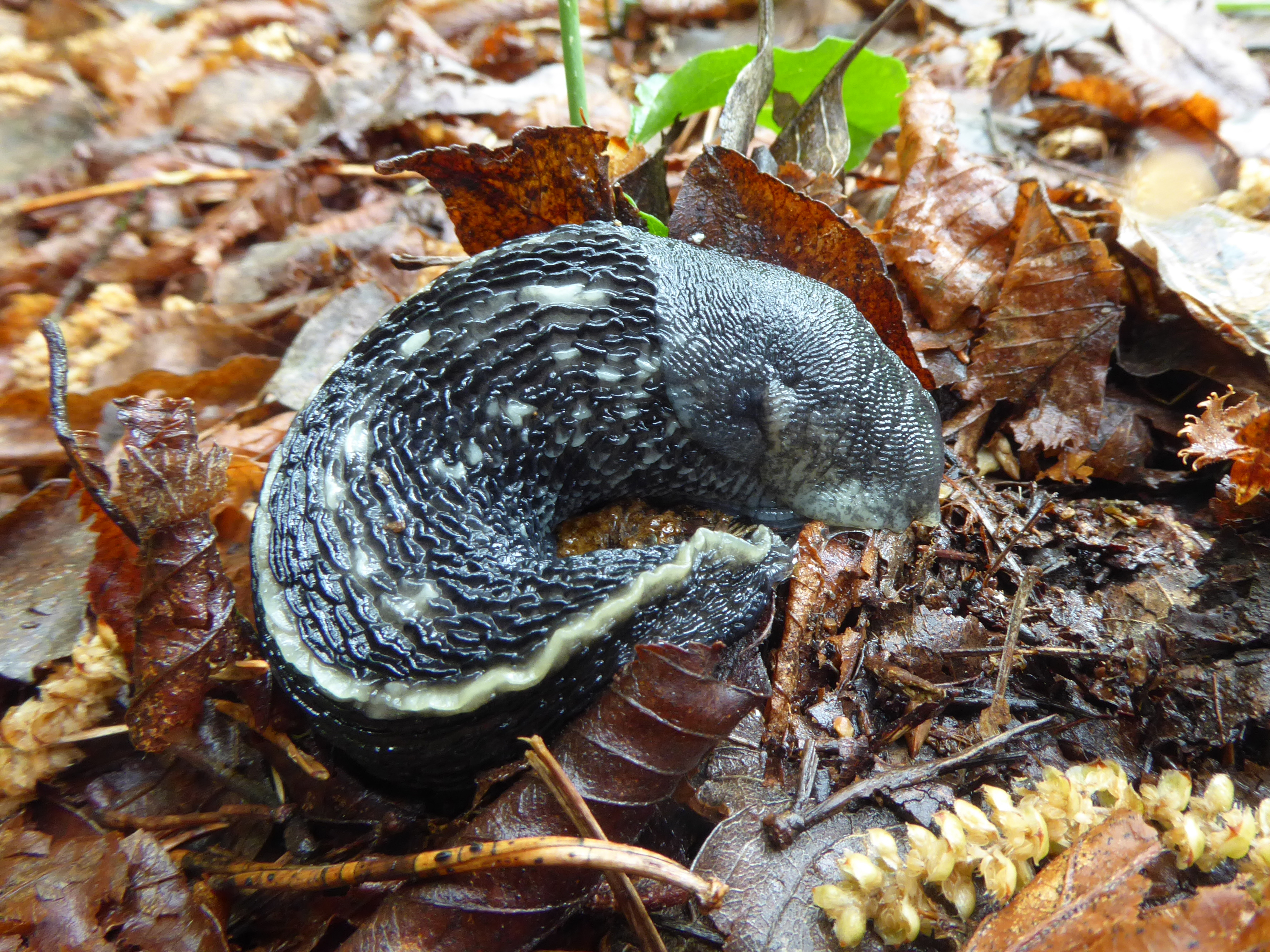
Grande Limace.
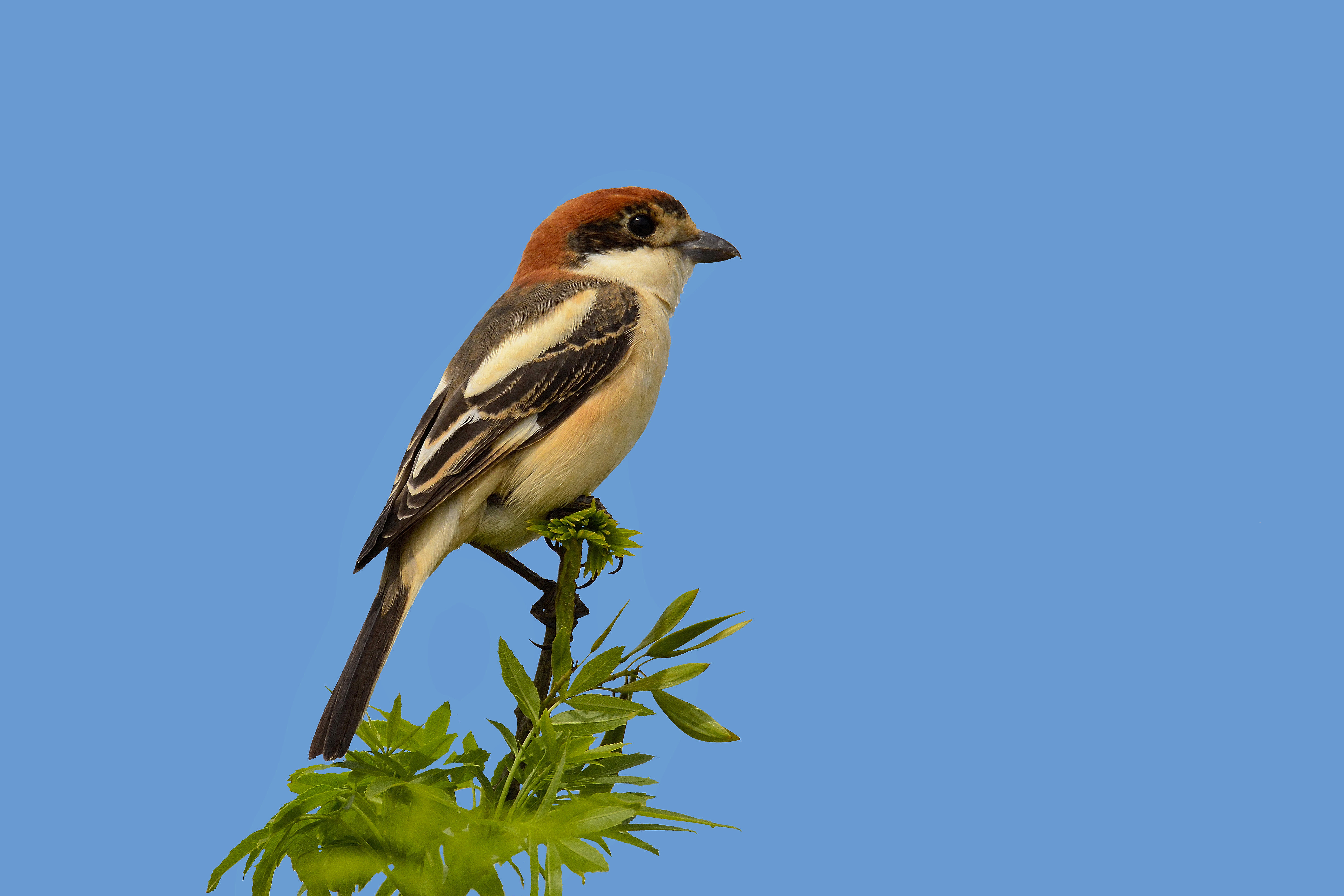
Pie-grièche à tête rousse mâle.
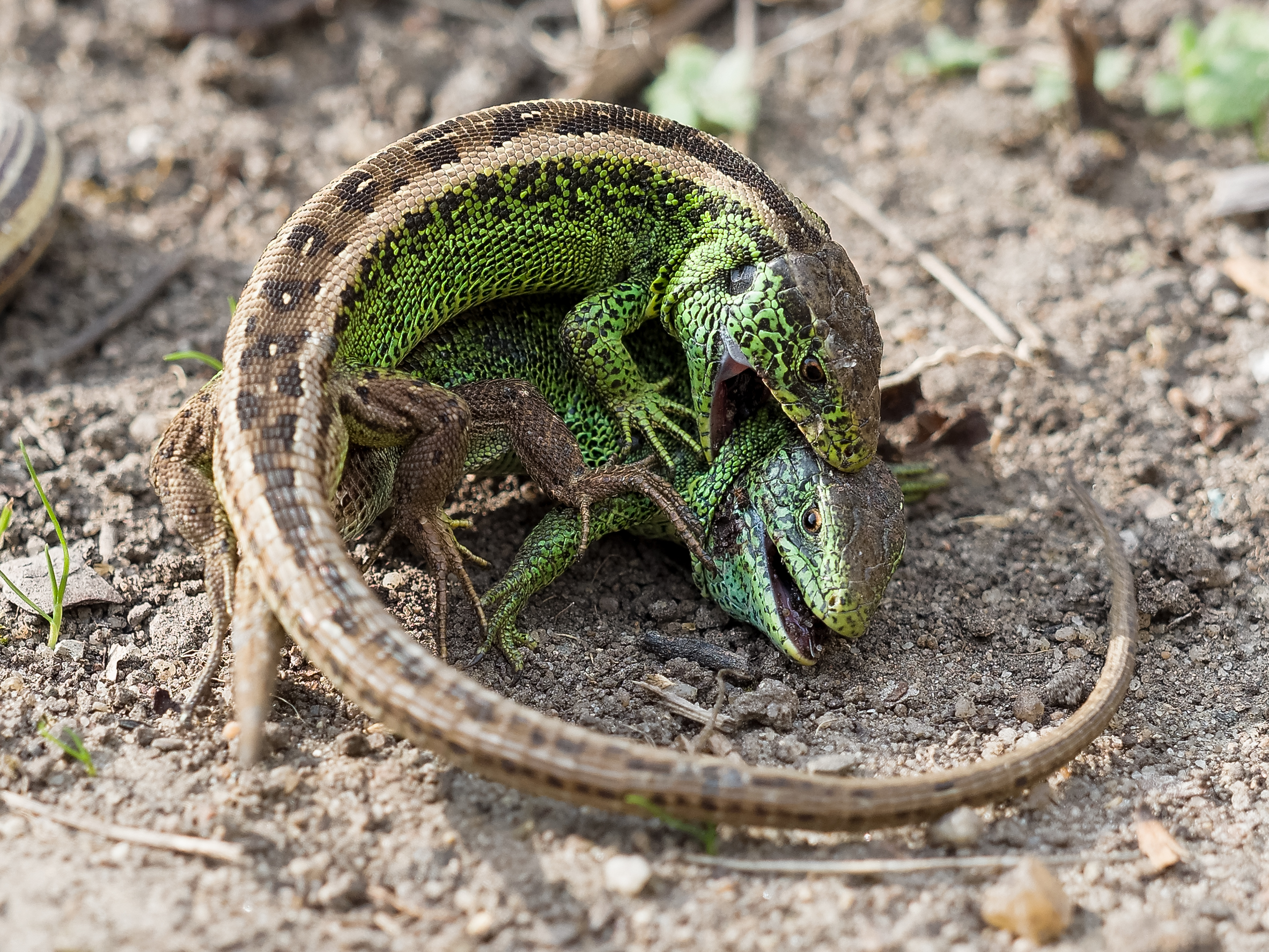
Deux Lézards des souches mâles en combat.

### Autres espèces animales
Outre les espèces déterminantes déjà mentionnées, 162 autres espèces animales y ont été recensées :
- sept amphibiens de 1996 à 2018 : le Crapaud épineux (Bufo spinosus), la Grenouille agile (Rana dalmatina), la Grenouille rousse (Rana temporaria), la Grenouille verte (Pelophylax kl. esculentus), la Rainette verte (Hyla arborea), la Salamandre tachetée (Salamandra salamandra) et le Triton palmé (Lissotriton helveticus) ;
- deux arachnides en 2018 et 2019 : Dendryphantes rudis (sv) et Marpissa radiata ;
- 67 insectes dont :
  - treize coléoptères de 1999 à 2018 : Acalles ptinoides (en), l'Aiguille triste (Menesia bipunctata (en)), le Carabe des bois (Carabus nemoralis), le Carabe doré (Carabus auratus), le Carabe violet (Carabus violaceus), le Cerf-Volant (pour le mâle) ou la Grande Biche (pour la femelle) (Lucanus cervus), la Cétoine dorée (Cetonia aurata), l'Eucnème moine (Eucnemis capucina (sv)), le Gnorime vert (Gnorimus nobilis), le Grand capricorne (Cerambyx cerdo), Microrhagus pygmaeus, la Petite biche (Dorcus parallelipipedus), le Pyrochre écarlate (Pyrochroa coccinea),
  - vingt lépidoptères de 2013 à 2020 : l'Aurore (Anthocharis cardamines), le Citron (Gonepteryx rhamni), le Cuivré des marais (Lycaena dispar), le Demi-deuil (Melanargia galathea), le Gazé (Aporia crataegi), la Grande tortue (Nymphalis polychloros), la Lucine (Hamearis lucina), la Mélitée du mélampyre (Melitaea athalia), la Mélitée noirâtre (Melitaea diamina), le Miroir (Heteropterus morpheus), le Myrtil (Maniola jurtina), le Nacré de la ronce (Brenthis daphne), le Paon-du-jour (Aglais io), la Piéride du chou (Pieris brassicae), la Piéride de la moutarde (Leptidea sinapis), la Piéride de la rave (Pieris rapae), le Sylvain azuré (Limenitis reducta), la Sylvaine (Ochlodes sylvanus), le Tristan (Aphantopus hyperantus) et le Vulcain (Vanessa atalanta),
  - 25 odonates de 2000 à 2020 : l'Æschne  affine (Aeshna affinis), l'Æschne bleue (Aeshna cyanea ), l'Æschne mixte (Aeshna mixta ), l'Agrion délicat (Ceriagrion tenellum), l'Agrion élégant (Ischnura elegans), l'Agrion jouvencelle (Coenagrion puella), l'Agrion nain (Ischnura pumilio), l'Agrion porte-coupe (Enallagma cyathigerum), l'Anax empereur (Anax imperator), la Cordulie bronzée (Cordulia aenea), le Crocothémis écarlate (Crocothemis erythraea), le Leste brun (Sympecma fusca), le Leste des bois (Lestes dryas), le Leste fiancé (Lestes sponsa), le Leste sauvage (Lestes barbarus ), le Leste vert (Chalcolestes viridis), la Libellule à quatre taches (Libellula quadrimaculata), la Libellule déprimée (Libellula depressa), la Nymphe au corps de feu (Pyrrhosoma nymphula), l'Orthétrum à stylets blancs (Orthetrum albistylum), l'Orthétrum réticulé (Orthetrum cancellatum), le Sympétrum à nervures rouges (Sympetrum fonscolombii), le Sympétrum méridional (Sympetrum meridionale), le Sympétrum sanguin (Sympetrum sanguineum) et le Sympétrum strié (Sympetrum striolatum),
  - neuf orthoptères de 1997 à 2020 : le Criquet des clairières (Chrysochraon dispar), le Criquet des pâtures (Pseudochorthippus parallelus), le Criquet verte-échine (Chorthippus dorsatus (de)), la Decticelle cendrée (Pholidoptera griseoaptera), la Grande sauterelle verte (Tettigonia viridissima), le Grillon champêtre (Gryllus campestris), le Grillon des bois (Nemobius sylvestris), la Leptophye ponctuée (Leptophyes punctatissima) et le Tétrix riverain (Tetrix subulata) ;
- dix-sept mammifères de 1996 à 2020 : le Campagnol roussâtre (Myodes glareolus), le Chevreuil (Capreolus capreolus), l'Écureuil roux (Sciurus vulgaris), le Hérisson commun (Erinaceus europaeus), le Lièvre d'Europe (Lepus europaeus), le Loir gris (Glis glis), le Mulot à collier (Apodemus flavicollis), le Murin de Daubenton (Myotis daubentonii), le Murin de Natterer (Myotis nattereri), la Musaraigne pygmée (Sorex minutus), la Pipistrelle commune (Pipistrellus pipistrellus), la Pipistrelle de Kuhl (Pipistrellus kuhlii), la Pipistrelle de Nathusius (Pipistrellus nathusii), le Ragondin (Myocastor coypus), le Renard roux (Vulpes vulpes), la Sérotine commune (Eptesicus serotinus) et la Taupe d'Europe (Talpa europaea) ;
- cinq mollusques de 2013 à 2018 : le Bouton commun (Discus rotundatus (en)), la Clausilie commune (Clausilia bidentata), la Limace des bois (Lehmannia marginata (en)), la Loche grisâtre (Arion fasciatus) et la Loche noire (Arion ater) ;
- 58 oiseaux de 1999 à 2020 : l'Alouette des champs (Alauda arvensis), l'Autour des palombes (Accipiter gentilis), la Bergeronnette printanière (Motacilla flava), le Bihoreau gris (Nycticorax nycticorax), la Bondrée apivore (Pernis apivorus), le Bruant des roseaux (Emberiza schoeniclus), le Busard Saint-Martin (Circus cyaneus), la Buse variable (Buteo buteo), le Canard chipeau (Mareca strepera), le Choucas des tours (Coloeus monedula), la Cigogne noire (Ciconia nigra), la Cisticole des joncs (Cisticola juncidis), la Corneille noire (Corvus corone), l'Épervier d'Europe (Accipiter nisus), la Fauvette à tête noire (Sylvia atricapilla), la Fauvette des jardins (Sylvia borin), le Geai des chênes (Garrulus glandarius), le Gobemouche gris (Muscicapa striata), le Grimpereau des jardins (Certhia brachydactyla), la Grive draine (Turdus viscivorus), la Grive musicienne (Turdus philomelos), le Héron cendré (Ardea cinerea), le Héron pourpré (Ardea purpurea), le Hibou moyen-duc (Asio otus), l'Hirondelle de rivage (Riparia riparia), la Huppe fasciée (Upupa epops), la Linotte mélodieuse (Linaria cannabina), la Locustelle tachetée (Locustella naevia), le Loriot d'Europe (Oriolus oriolus), le Martin-pêcheur d'Europe (Alcedo atthis), le Merle noir (Turdus merula), la Mésange à longue queue (Aegithalos caudatus), la Mésange boréale (Poecile montanus), la Mésange charbonnière (Parus major), la Mésange nonnette (Poecile palustris), le Milan noir (Milvus migrans), le Moineau domestique (Passer domesticus), le Phragmite des joncs (Acrocephalus schoenobaenus), le Pic épeiche (Dendrocopos major), le Pic épeichette (Dryobatess minor), le Pic mar (Dendrocoptes medius), le Pic noir (Dryocopus martius), le Pic vert (Picus viridis), la Pie-grièche grise (Lanius excubitor), le Pigeon colombin (Columba oenas), le Pigeon ramier (Columba palumbus), le Pinson des arbres (Fringilla coelebs), le Pipit farlouse (Anthus pratensis), le Pouillot fitis (Phylloscopus trochilus), le Pouillot véloce (Phylloscopus collybita), le Râle d'eau (Rallus aquaticus), le Rossignol philomèle (Luscinia megarhynchos), le Rouge-gorge familier (Erithacus rubecula), la Rousserolle effarvatte (Acrocephalus scirpaceus), la Sittelle torchepot (Sitta europaea), le Tarin des aulnes (Spinus spinus), le Troglodyte mignon (Troglodytes troglodytes) et le Vanneau huppé (Vanellus vanellus) ;
- six reptiles de 1997 à 2019 : la Couleuvre helvétique (Natrix helvetica), le Lézard des murailles (Podarcis muralis), le Lézard vert occidental (Lacerta bilineata), le Lézard vivipare (Zootoca vivipara), l'Orvet fragile (Anguis fragilis) et la Vipère aspic (Vipera aspis).

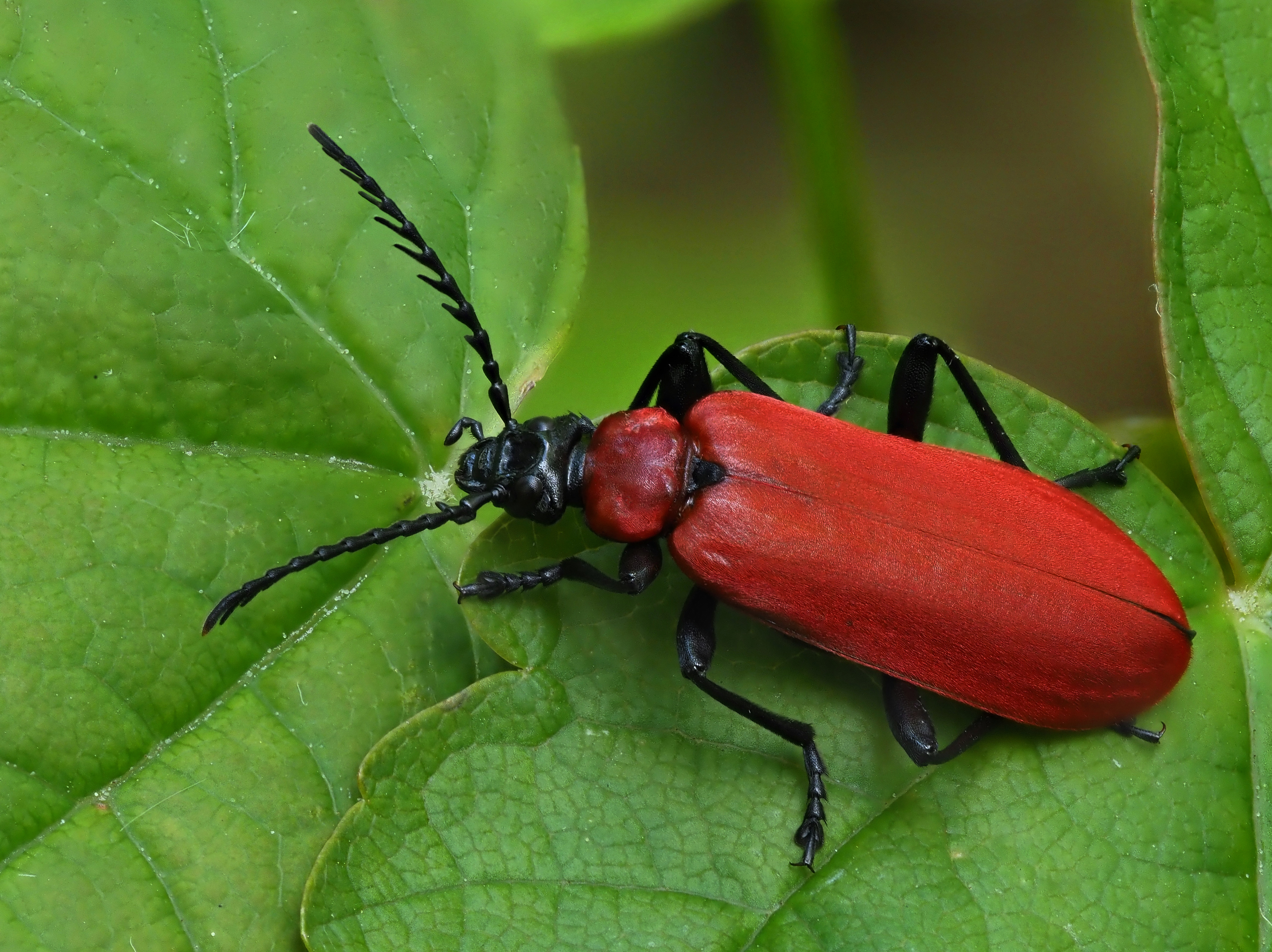
Pyrochre écarlate.
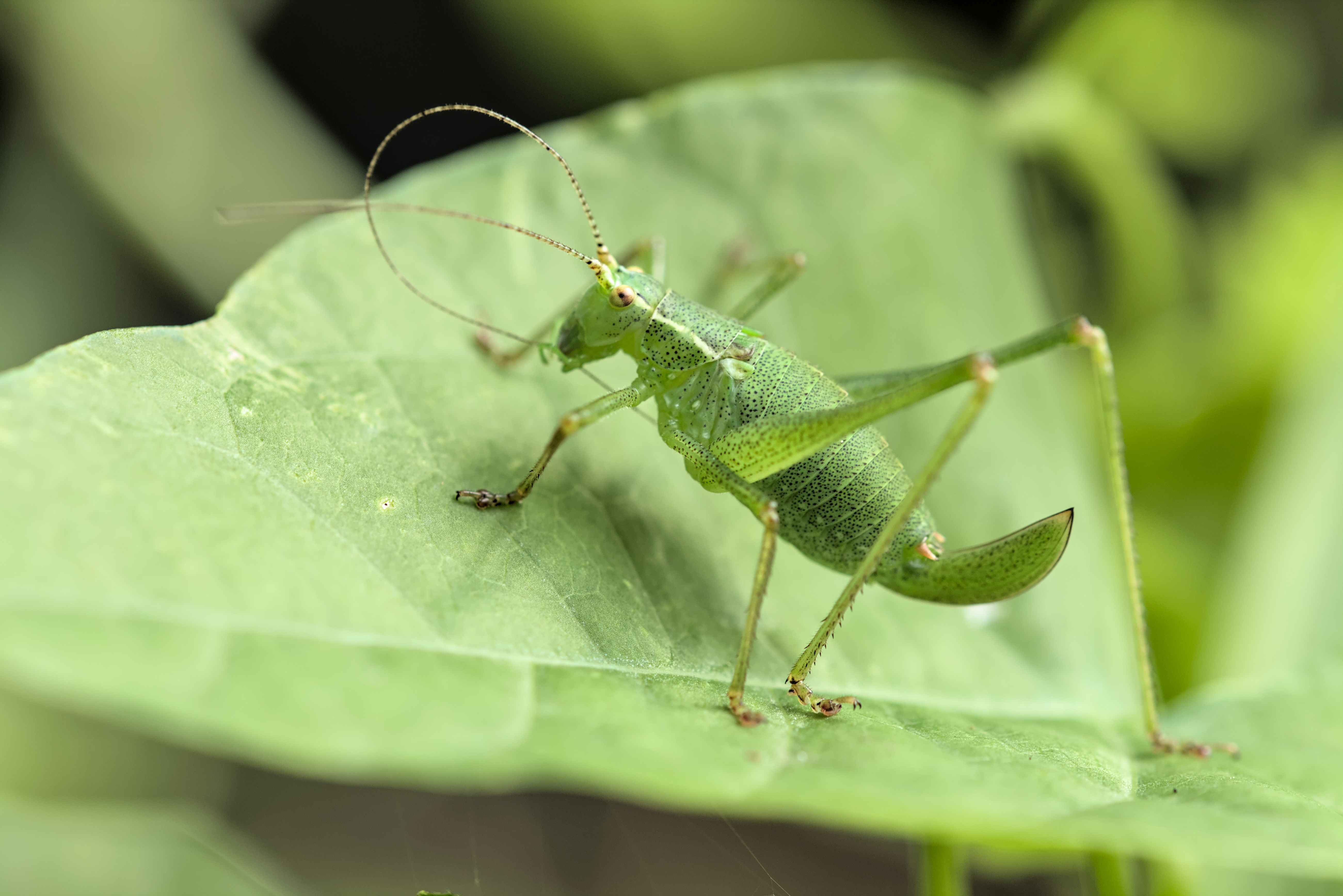
Leptophye ponctuée femelle.
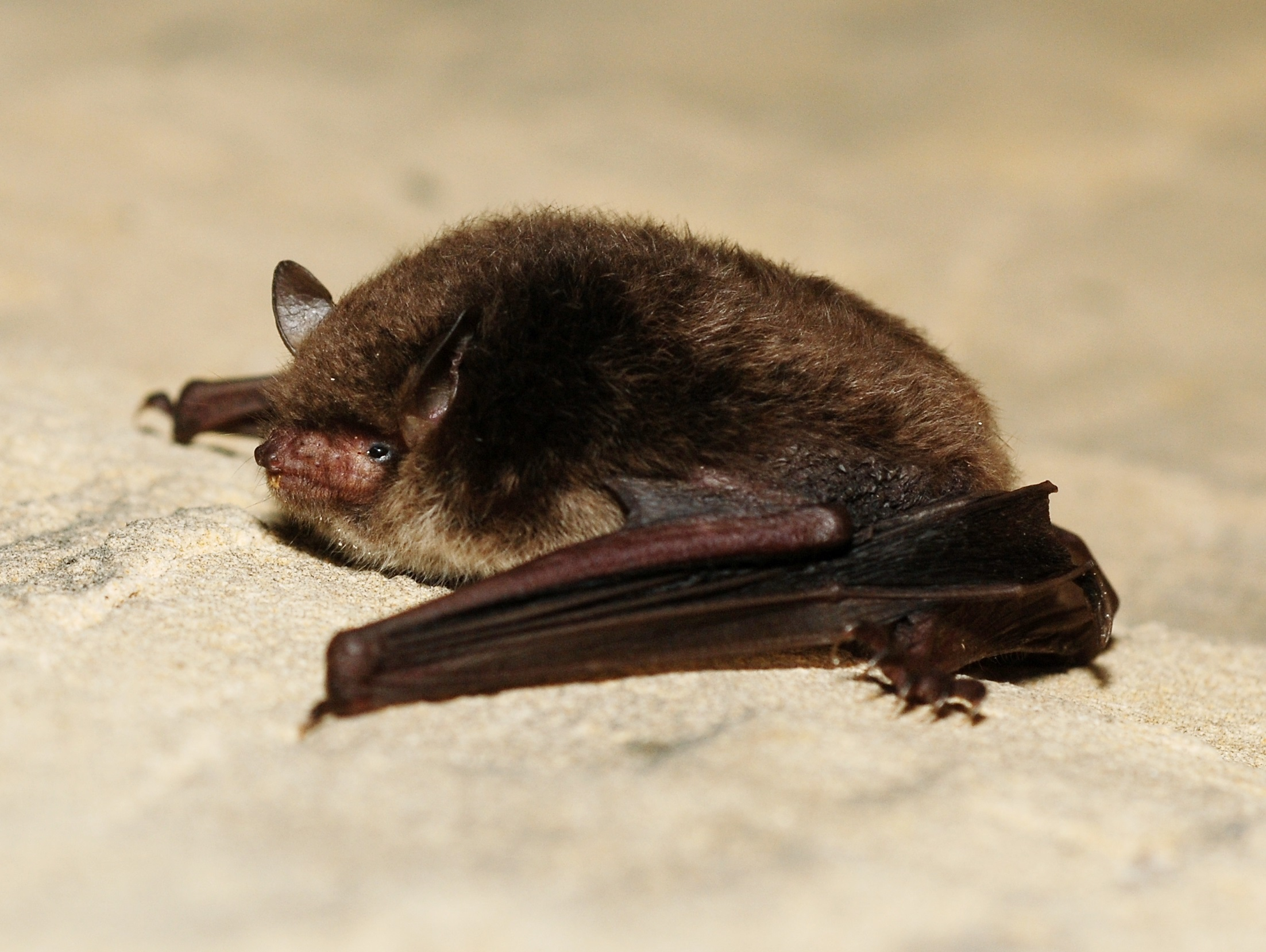
Murin de Daubenton.
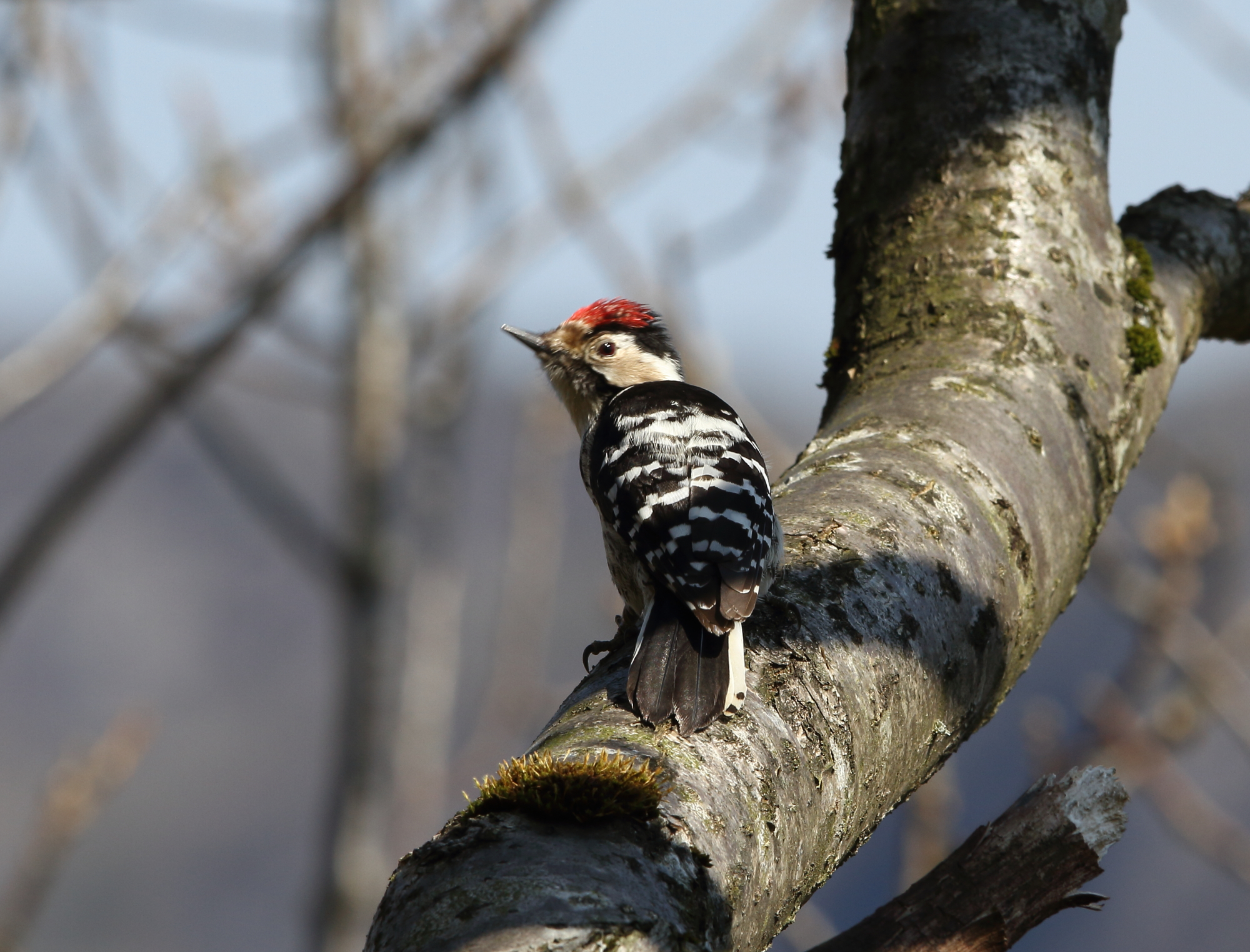
Pic épeichette.
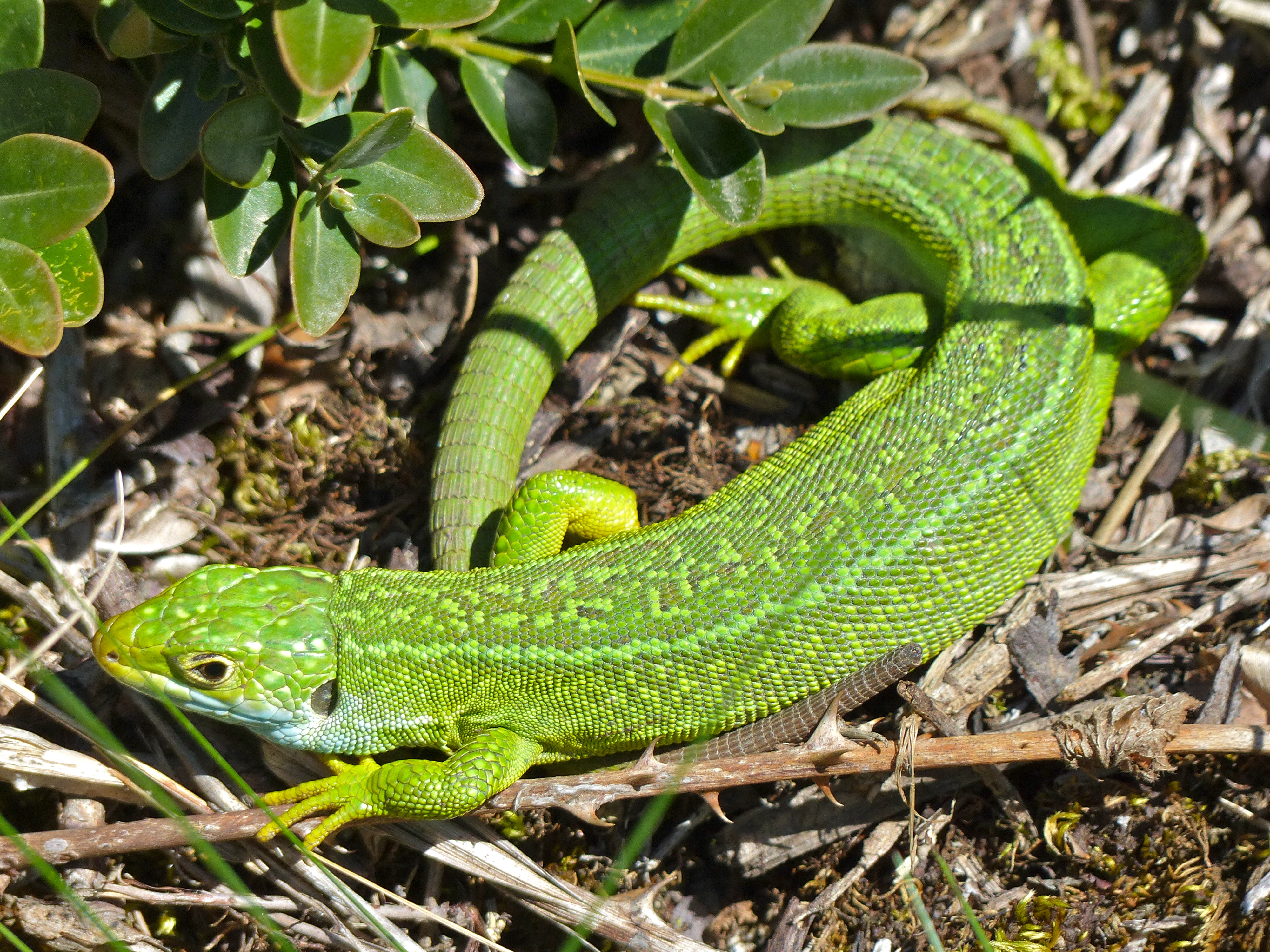
Lézard vert occidental femelle.

### Protection de la faune
Parmi les espèces d'amphibiens recensées dans la ZNIEFF, cinq sont protégées au titre de la directive habitats de l'Union européenne : la Grenouille agile, la Grenouille rousse, la Grenouille verte, la Rainette verte et le Triton crêté ; elles sont donc protégées sur l'ensemble du territoire français de même que les trois autres : le Crapaud épineux, la Salamandre tachetée et le Triton palmé.
Parmi les insectes, trois espèces sont protégées au titre de la directive habitats de l'Union européenne : le Cuivré des marais, le Grand capricorne et Lucanus cervus ; les deux premières sont  protégées sur l'ensemble du territoire français.
Parmi les mammifères, dix espèces sont protégées au titre de la directive habitats de l'Union européenne : les neuf espèces de chauves-souris (Barbastelle d'Europe, Murin de Bechstein, Murin de Daubenton, Murin de Natterer, Noctule commune, Pipistrelle commune, Pipistrelle de Kuhl, Pipistrelle de Nathusius et Sérotine commune), ainsi que le Muscardin. Elles sont donc protégées sur l'ensemble du territoire français, de même que l'Écureuil roux et le Hérisson commun.
Neuf espèces d'oiseaux de la ZNIEFF sont protégées au titre de la directive Oiseaux de l'Union européenne : le Bihoreau gris, la Bondrée apivore, le Busard Saint-Martin, la Cigogne noire, le Héron pourpré, le Martin-pêcheur d'Europe, le Milan noir, le Pic mar et le Pic noir ; elles sont donc protégées sur l'ensemble du territoire français, de même que quarante autres espèces : l'Autour des palombes, la Bergeronnette printanière, le Bruant des roseaux, la Buse variable, le Choucas des tours, la Cisticole des joncs,  l'Épervier d'Europe, le Faucon hobereau, la Fauvette à tête noire, la Fauvette des jardins, le Gobemouche gris, le Grimpereau des jardins, le Gros-bec casse-noyaux, le Héron cendré, le Hibou moyen-duc, l'Hirondelle de rivage, la Huppe fasciée, la Linotte mélodieuse, la Locustelle tachetée, le Loriot d'Europe, la Mésange à longue queue, la Mésange charbonnière, la Mésange nonnette, le Moineau domestique, le Phragmite des joncs, le Pic épeiche, le Pic épeichette, le Pic vert, la Pie-grièche à tête rousse, la Pie-grièche grise, le Pinson des arbres, le Pipit farlouse, le Pouillot fitis, le Pouillot siffleur, le Pouillot véloce, le Rossignol philomèle, le Rouge-gorge familier, la Rousserolle effarvatte, la Sittelle torchepot et le Troglodyte mignon.
Parmi les espèces de reptiles recensées dans la ZNIEFF, trois sont protégées au titre de la directive habitats de l'Union européenne : le Lézard des murailles, le Lézard des souches et le Lézard vert occidental ; elles sont donc protégées sur l'ensemble du territoire français de même que les quatre autres : la Couleuvre helvétique, le Lézard vivipare, l'Orvet fragile et la Vipère aspic.

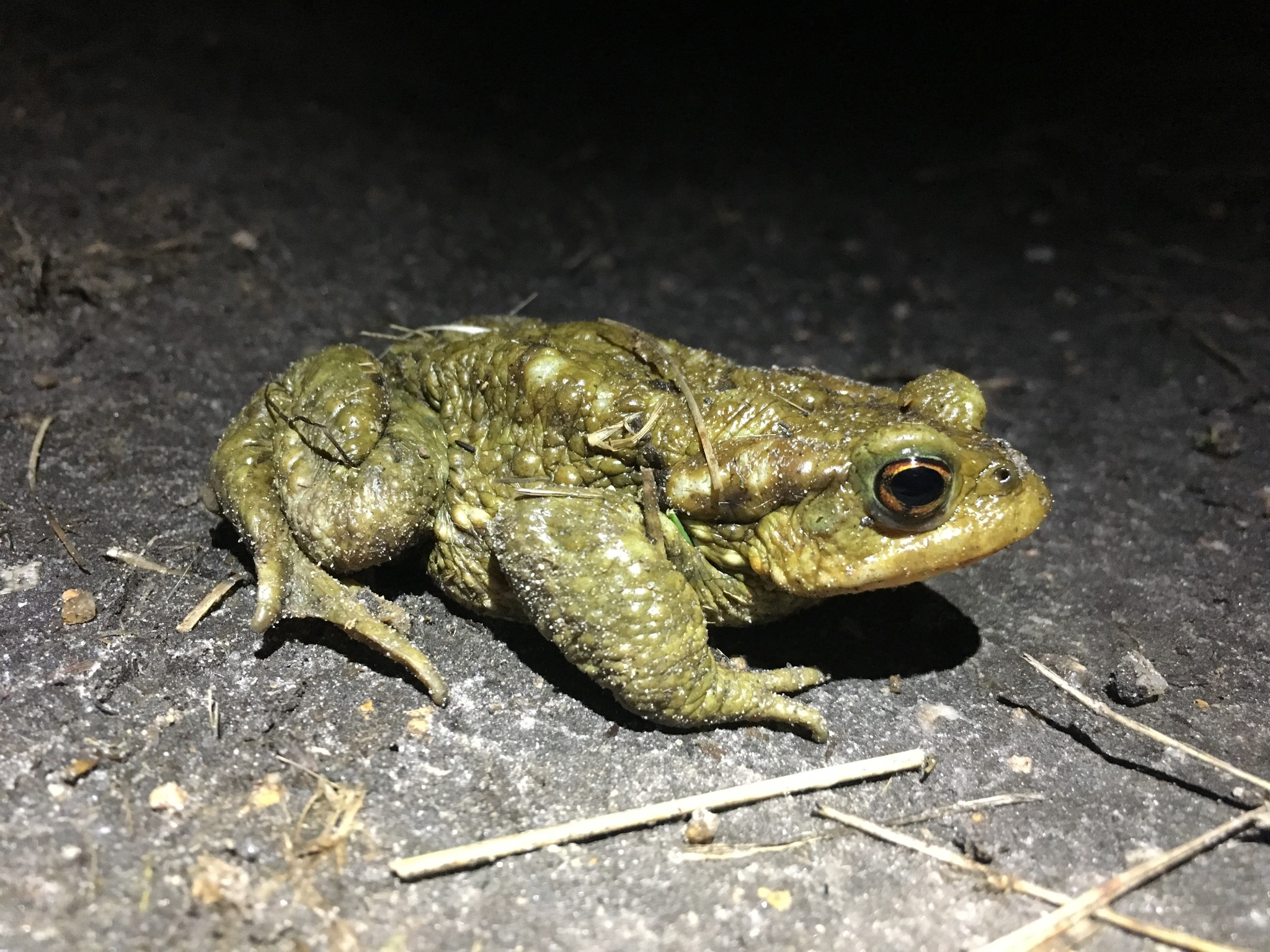
Crapaud épineux.
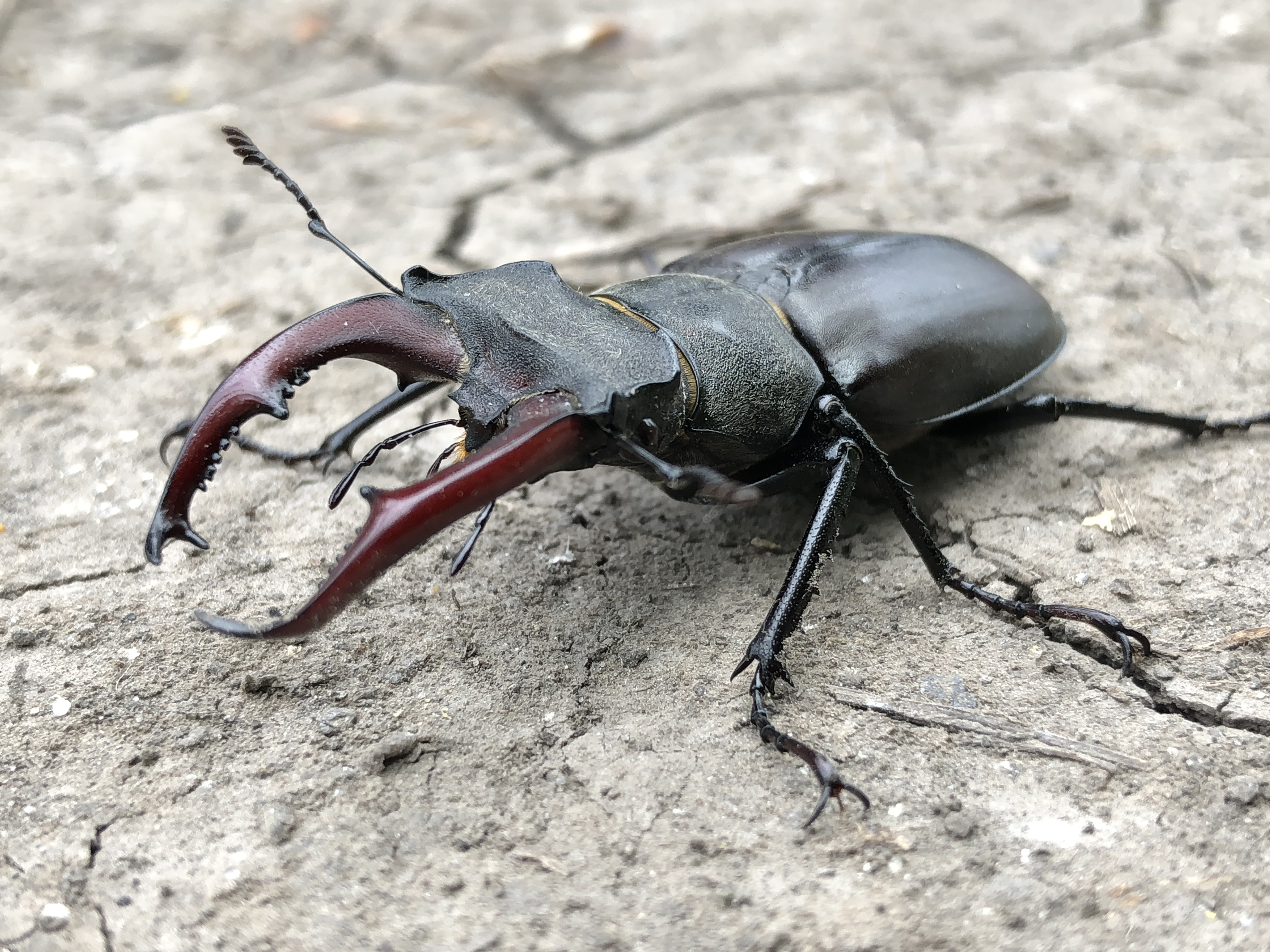
Cerf-volant (Lucanus cervus mâle).
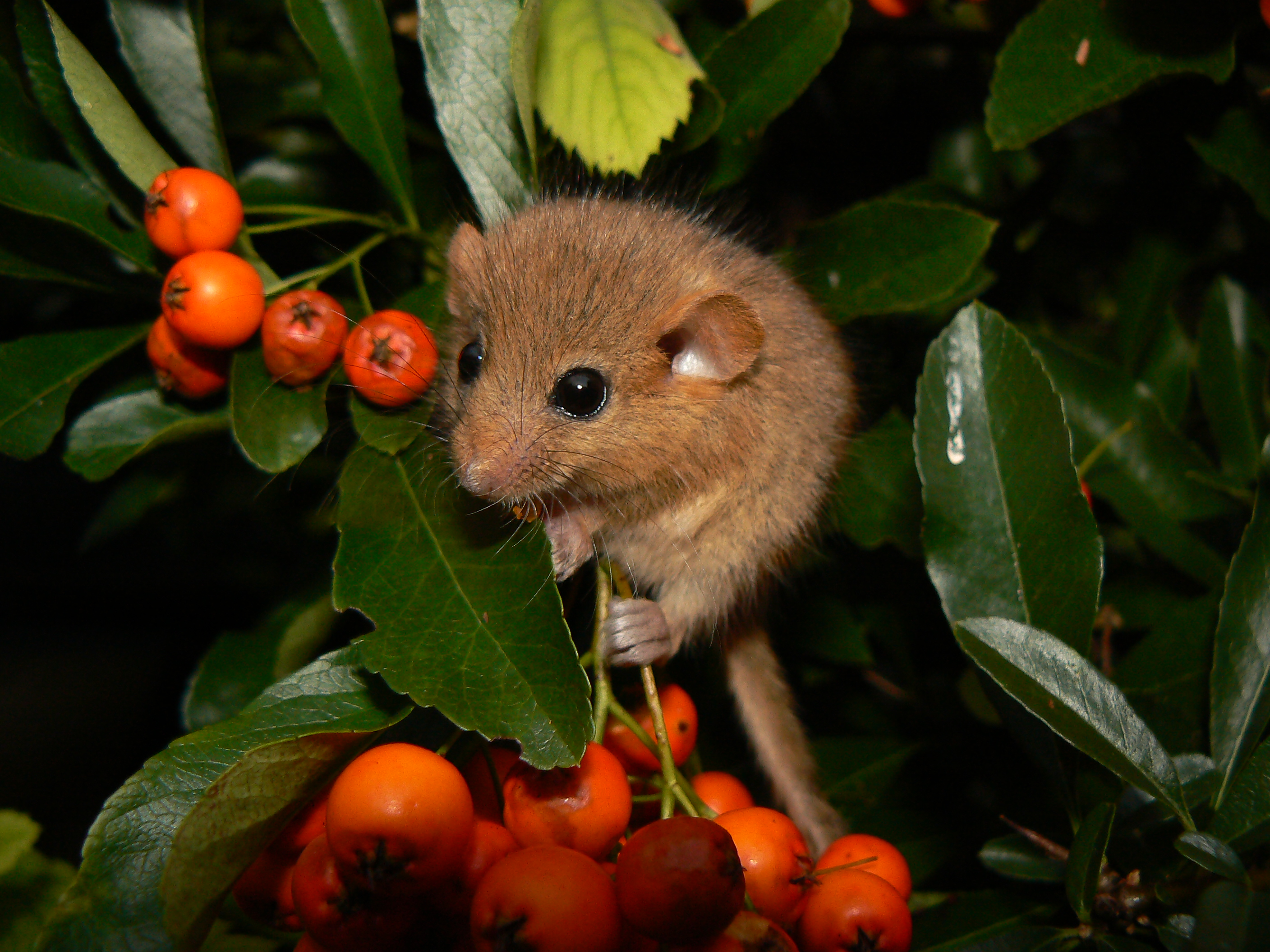
Muscardin.
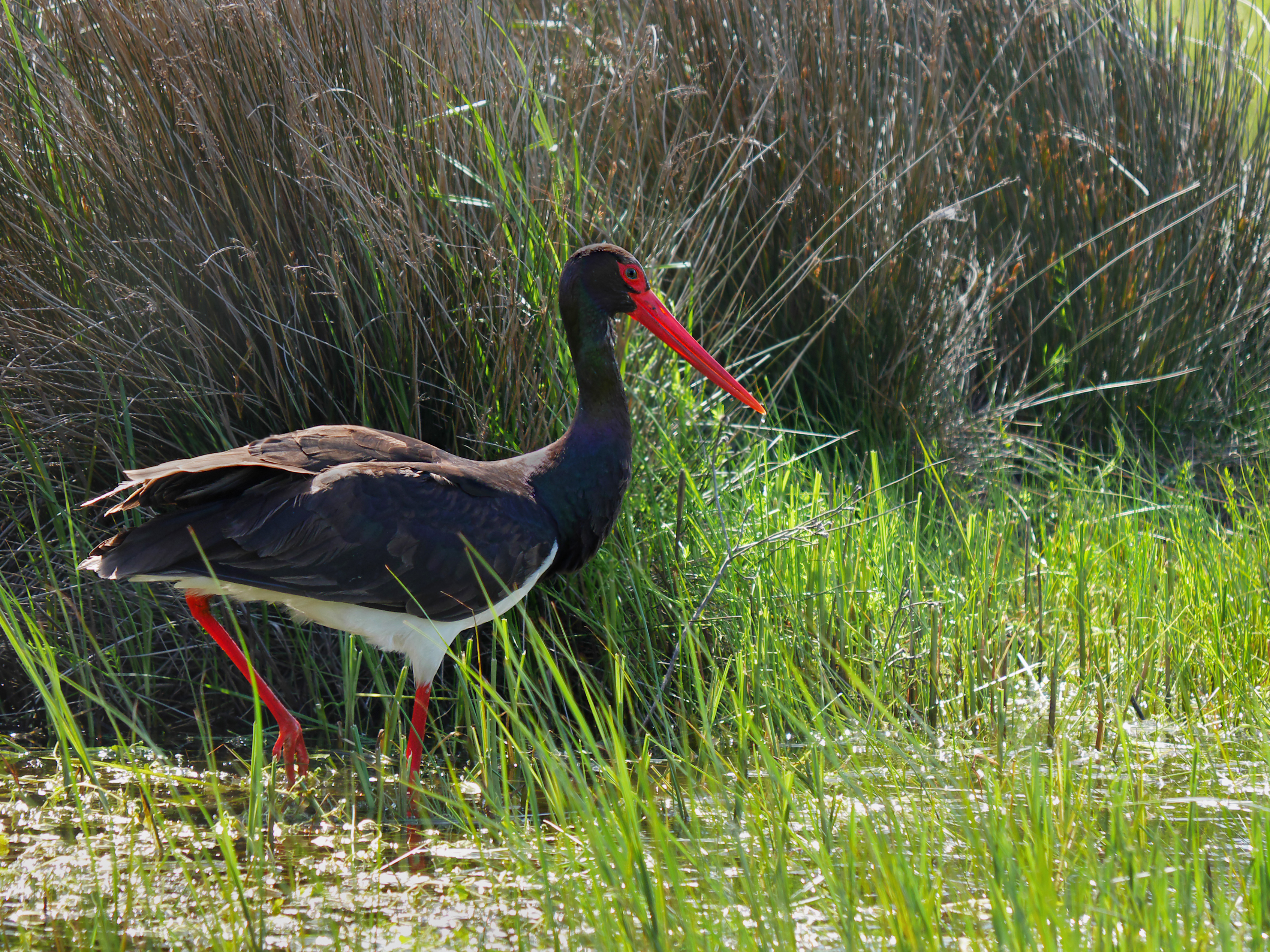
Cigogne noire.
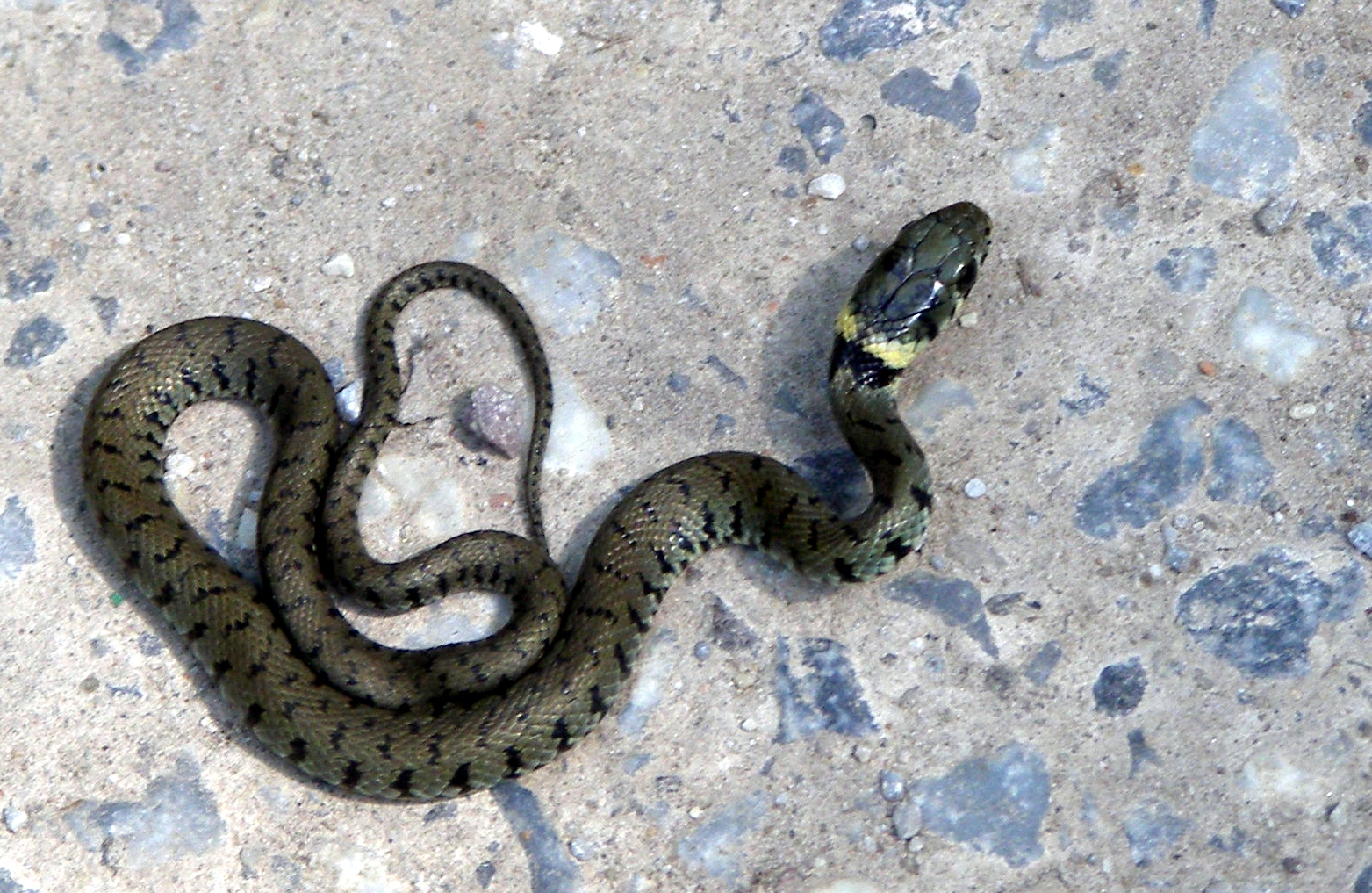
Couleuvre helvétique.

## Flore

### Espèces végétales déterminantes
Douze espèces déterminantes de plantes phanérogames ont été répertoriées dans la ZNIEFF de 1976 à 2021 : 
l'Achillée sternutatoire (Achillea ptarmica), le Corydale à bulbe plein (Corydalis solida), l'Euphorbe d'Illyrie (Euphorbia illirica (de)), l'Euphorbe d'Irlande (Euphorbia hyberna), le Flûteau nageant (Luronium natans), la Laîche des ombrages (Carex umbrosa), le Maïanthème à deux feuilles (Maianthemum bifolium), la Petite centaurée délicate (Centaurium pulchellum), le Peucédan de France (Peucedanum gallicum), le Plantain d'eau à feuilles lancéolées (Alisma lanceolatum), le Poirier à feuilles en cœur (Pyrus cordata) et le Séneçon à feuilles de Barbarée Jacobaea erratica (it).

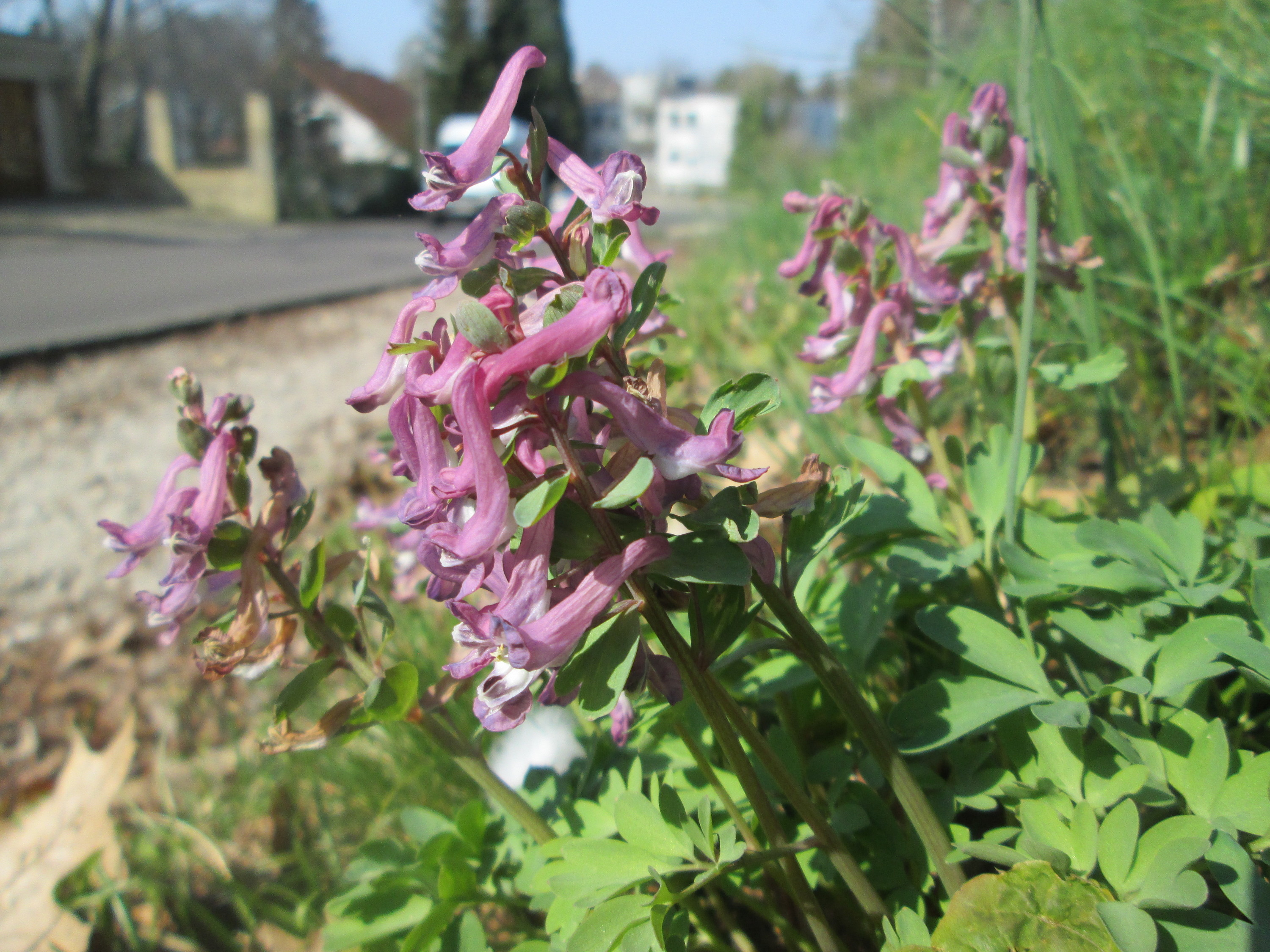
Corydale à bulbe plein.
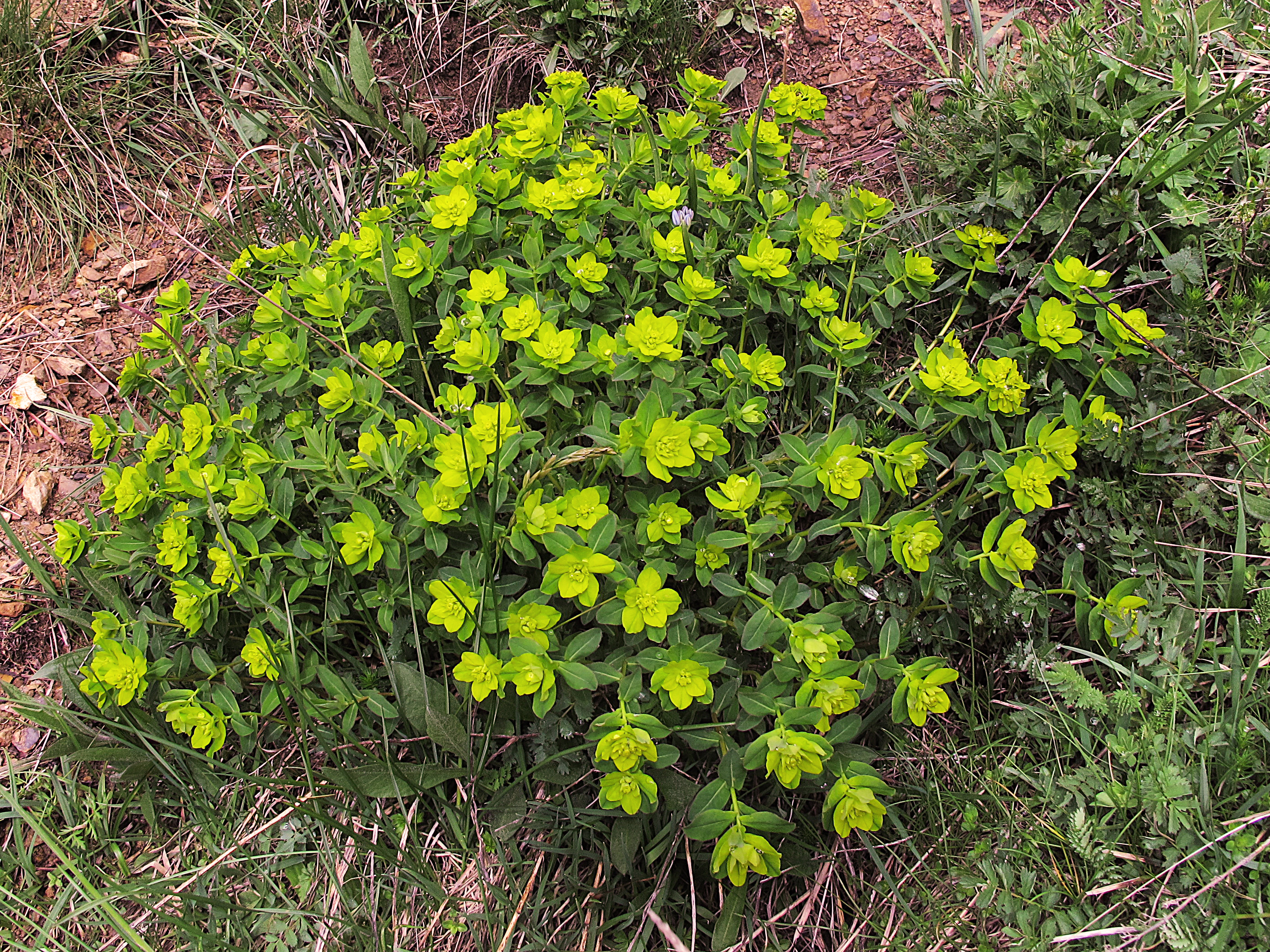
Euphorbe d'Irlande.
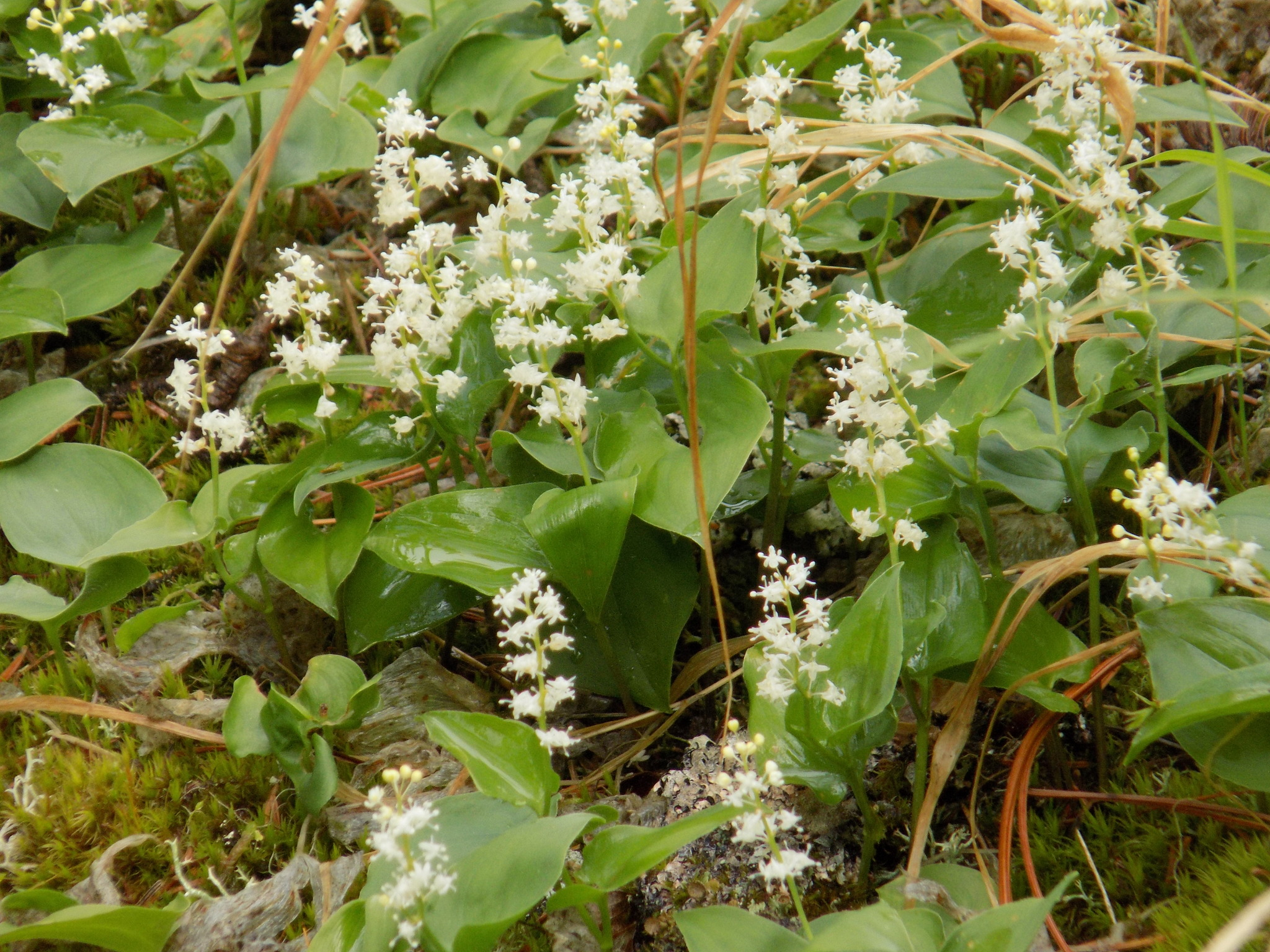
Maïanthème à deux feuilles.
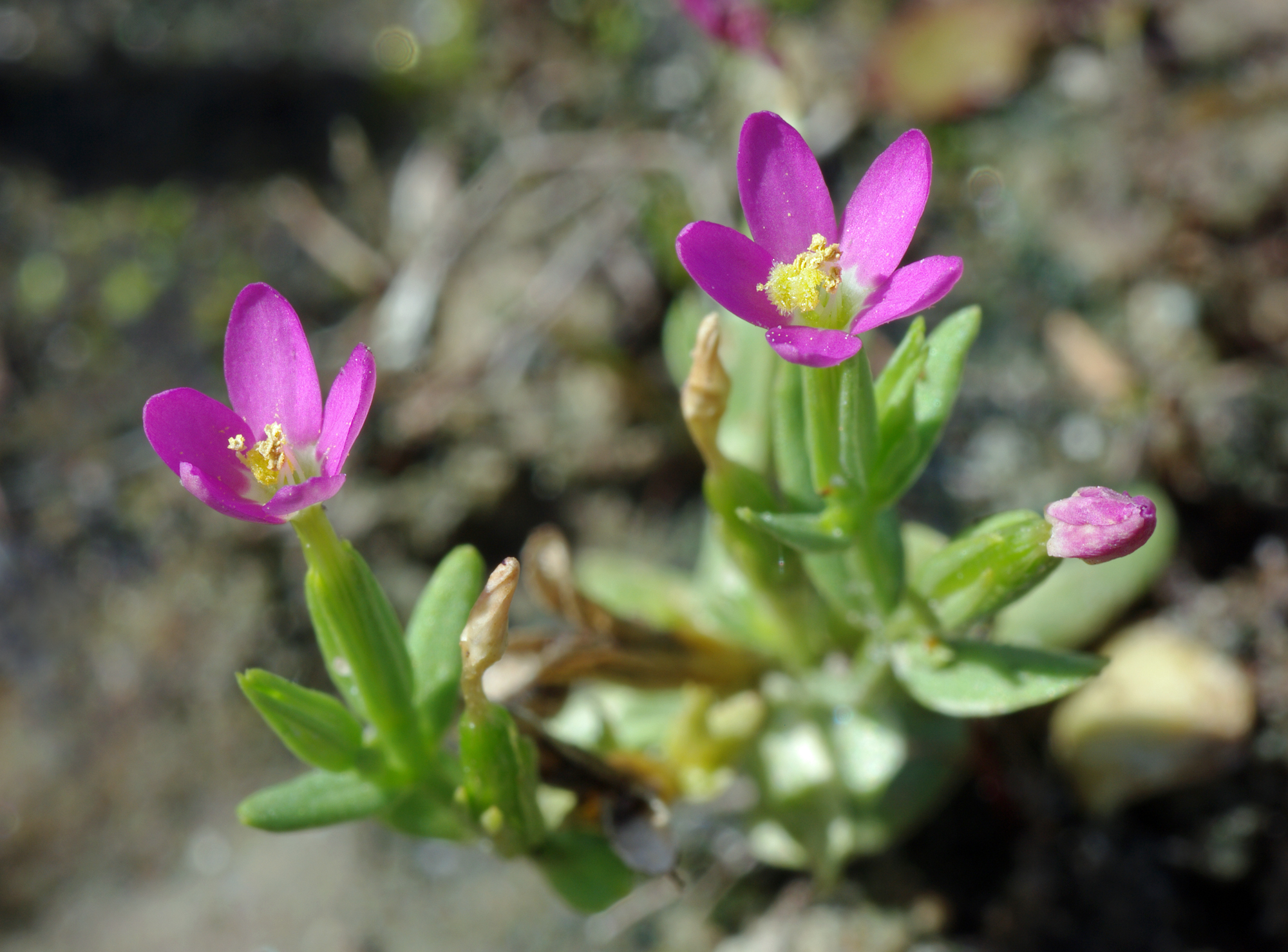
Fleurs de Petite centaurée délicate.
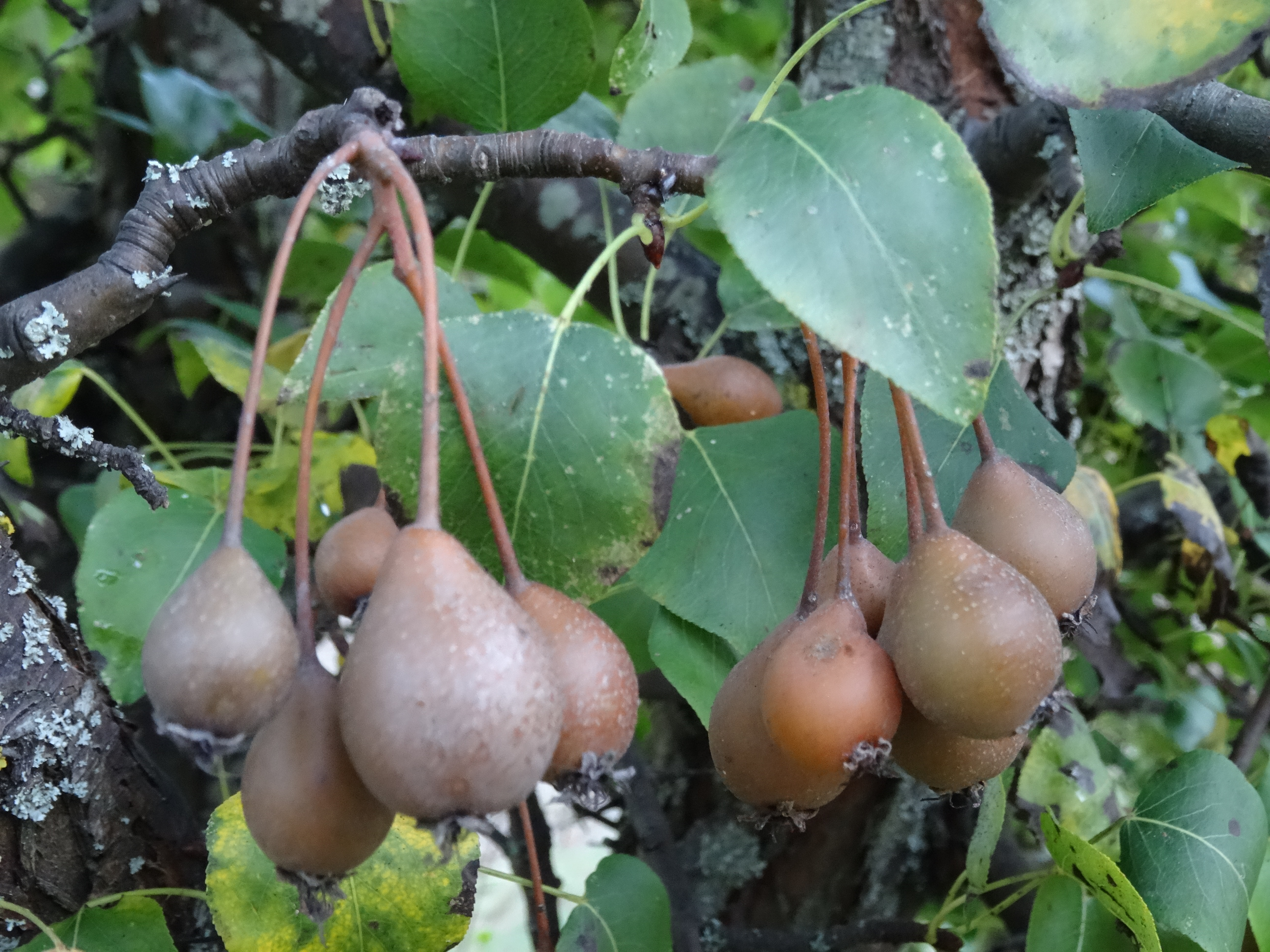
Fruits de Poirier à feuilles en cœur.

### Autres espèces végétales
Outre les espèces déterminantes végétales déjà mentionnées, six autres espèces ont été recensées sur la ZNIEFF : 
- deux espèces de bryophites[1] : Atrichum undulatum et une du genre Drepanocladus (de) ;
- quatre espèces de phanérogames[1] : le Genêt des teinturiers (Genista tinctoria), la Laîche des montagnes (Carex montana), le Muguet de mai (Convallaria majalis) et le Tabouret à odeur d'ail (Mummenhoffia alliacea (de)).

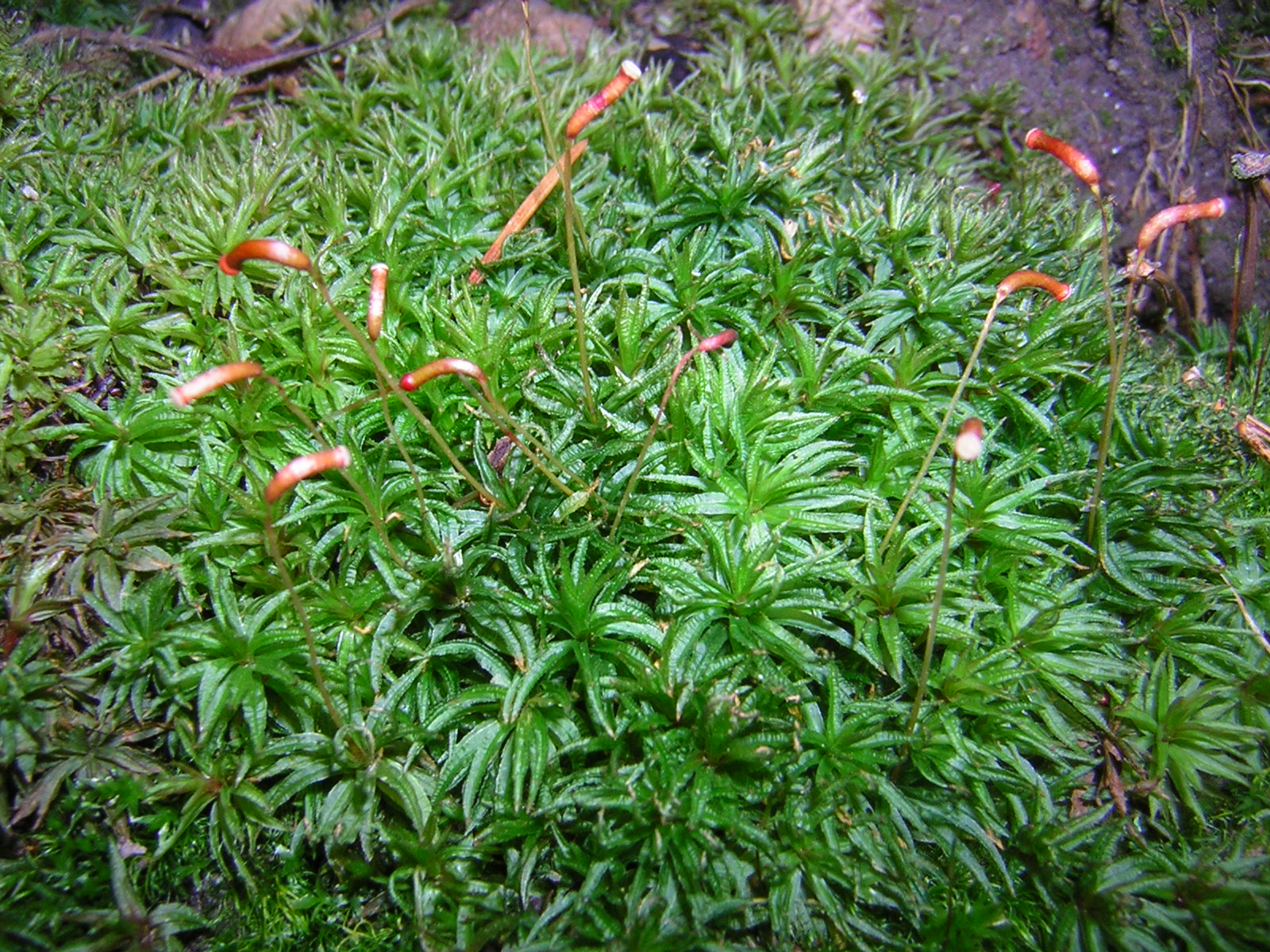
Atrichum undulatum.
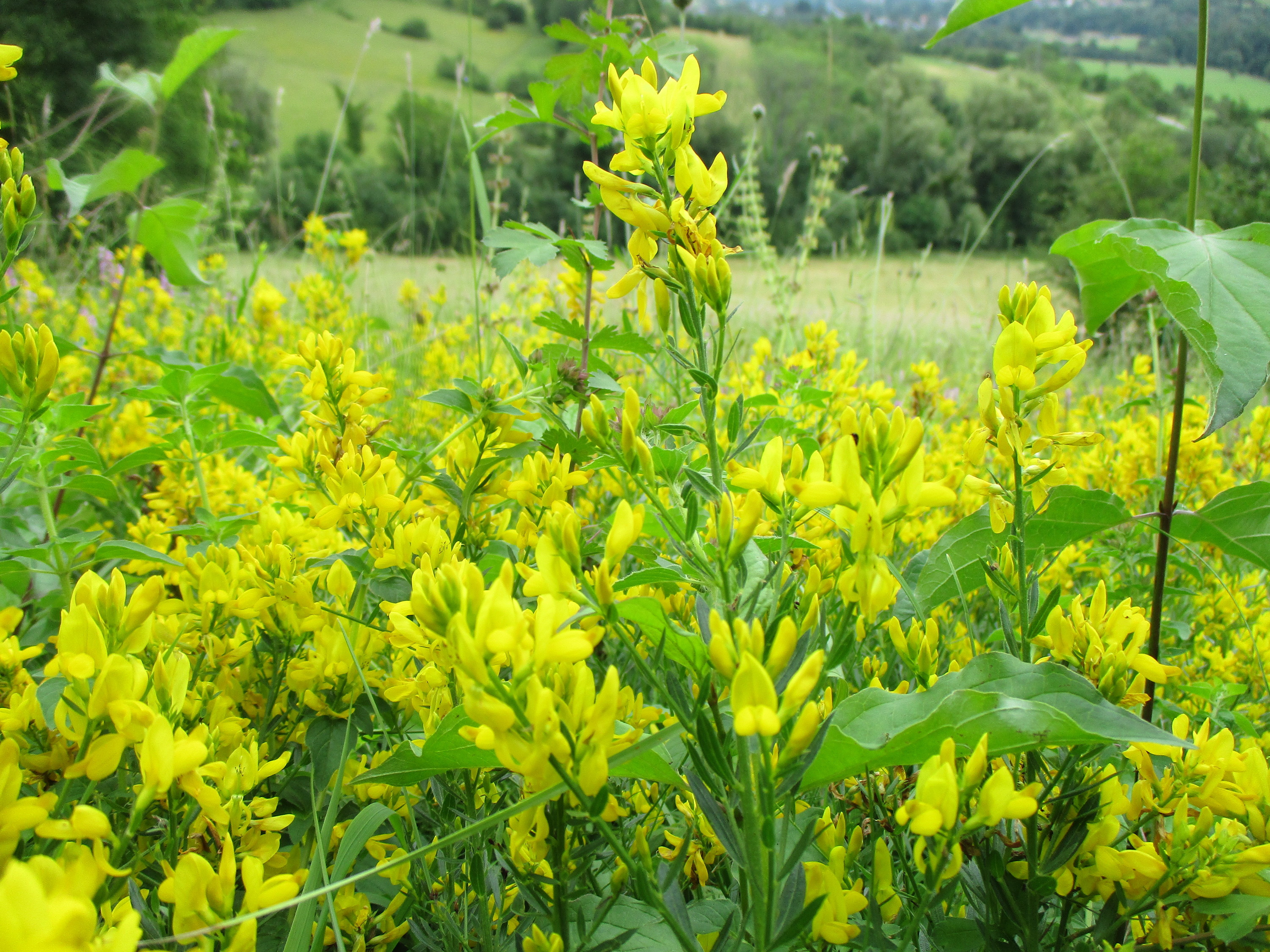
Fleurs de Genêt des teinturiers.
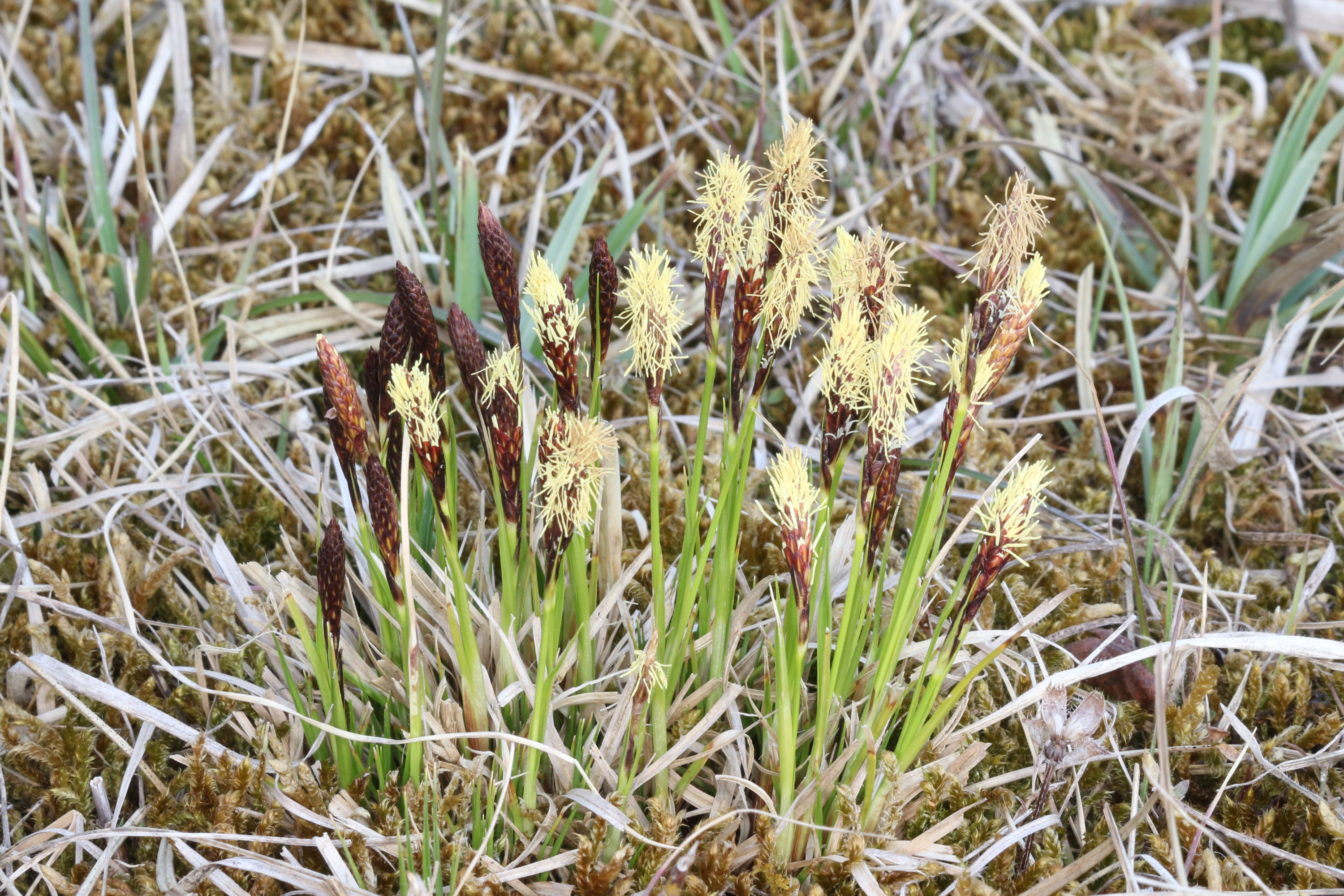
Laîche des montagnes.
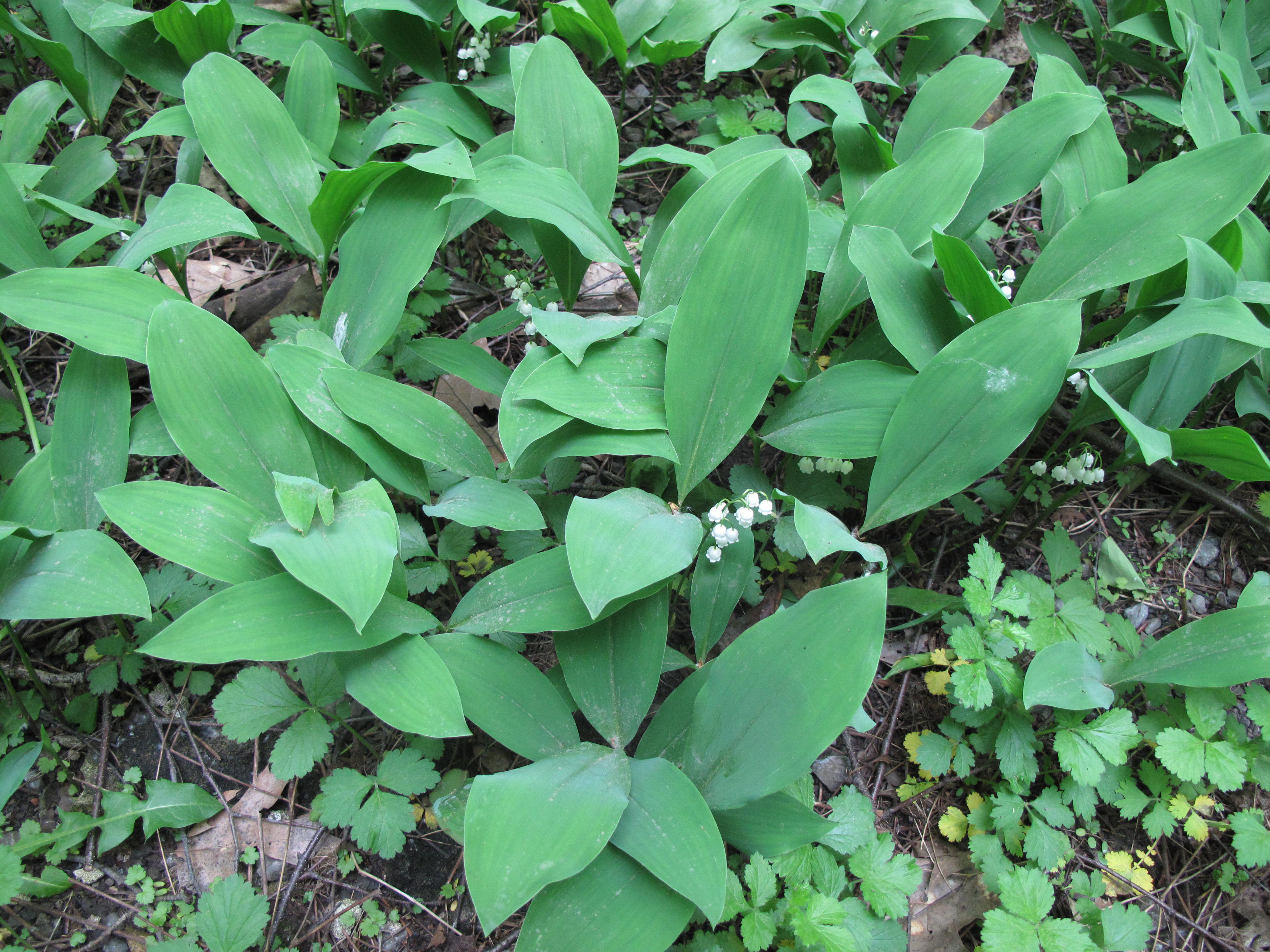
Muguets de mai.
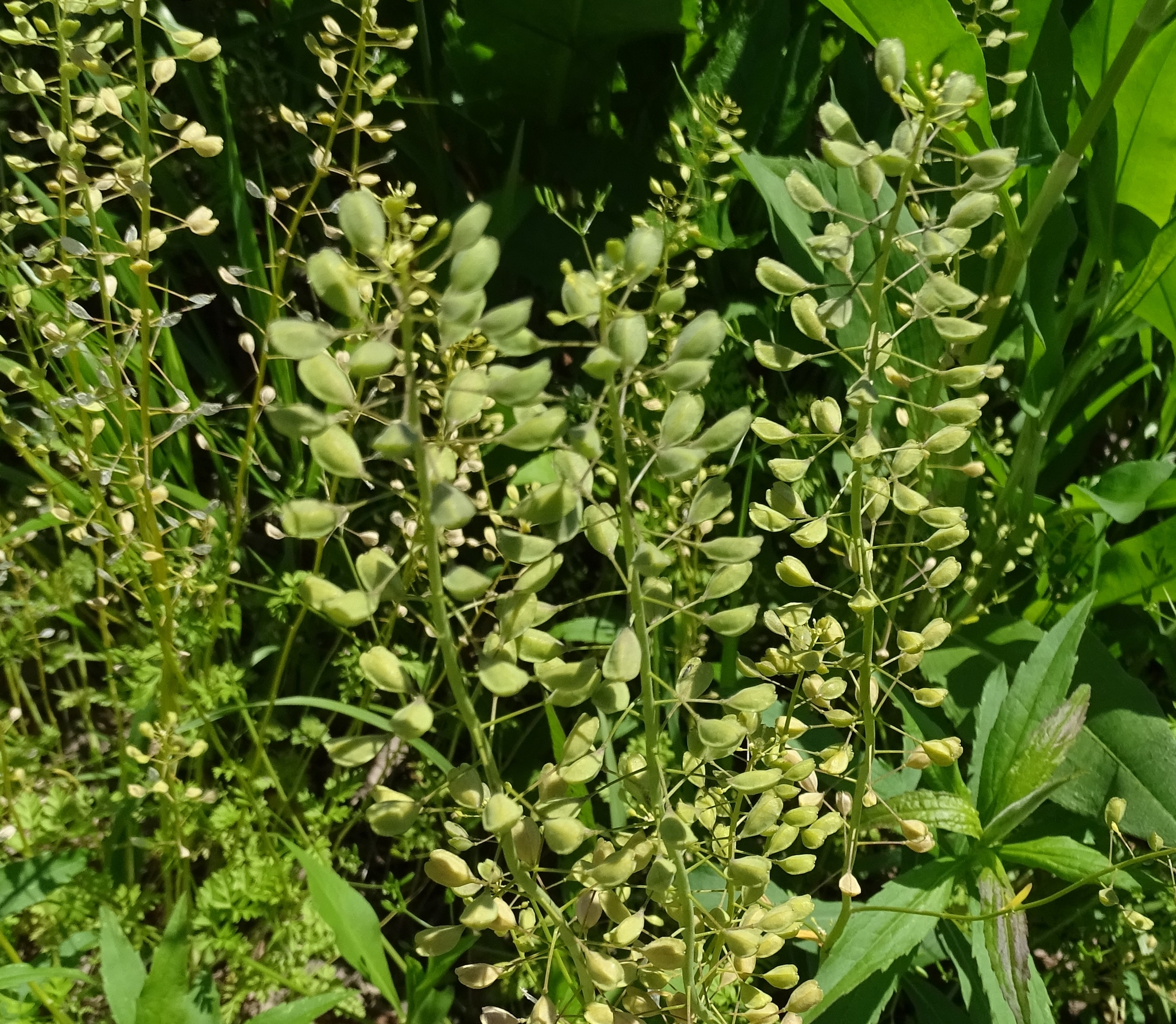
Tabouret à odeur d'ail.

### Protection de la flore
Une espèce végétale de la ZNIEFF est protégée au titre de la directive habitats de l'Union européenne : le Flûteau nageant ; elle est donc protégée sur l'ensemble du territoire français.